# Verwandtschaftsbeziehung
Eine Verwandtschaftsbeziehung (von mittelhochdeutsch verwant „zugewandt, zugehörig“) ist ein Verhältnis zwischen zwei Personen, deren eine von der anderen biologisch abstammt oder die beide einen gemeinsamen Vorfahren haben. Neben dieser zugrunde liegenden Blutsverwandtschaft gibt es die rechtliche Verwandtschaft durch Feststellung der Elternschaft für ein nicht leibliches Kind (Adoption, Vaterschaftsanerkennung, Geburt nach Eizellspende). Mit den Verwandten von Ehegatten oder eingetragenen Lebenspartnern besteht in den meisten Ländern keine rechtliche Verwandtschaft, sondern eine Schwägerschaft, umgangssprachlich indirekte oder affine Verwandtschaft genannt, eine Form der sozialen Verwandtschaft.

## Verwandtschaftssystem und Bezeichnungen

### Allgemeines
Der Grad der Verwandtschaft (nah oder entfernt) zwischen zwei betrachteten Personen geht von ihrer beider Abstammung aus. Dabei wird unterschieden zwischen dem bezifferten Generationen-Abstand von Seitenlinien („1. Grades“: eine Generation zurück; siehe Grafik) und dem rechtlichen Verwandtschaftsgrad („im ersten Grad“: eine vermittelnde Geburt liegt zwischen ihnen).

Übliches europäisches Verwandtschaftssystem mit nummeriertem rechtlichen Grad der Verwandtschaft (x°) sowie der Zahl des Generationen-Abstands (x. Grades):
vom „Proband“ (In der Mitte links: Ich, Ego) entfernen sich nach rechts die senkrechten Familienzweige (Seitenlinien) umso weiter, je früher sie sich in der Ahnenreihe abspalten, entsprechend steigt jeweils ihr n. Grad

Dieser Artikel erläutert die Beziehungsnamen, die in Deutschland, Österreich und der Schweiz verwendet werden; regional finden sich viele abweichende Bezeichnungen. Alle sind kulturell geprägt von dem Verständnis, dass eine Person gleichermaßen von beiden Elternteilen abstammt (kognatisch-bilaterale Verwandtschaft). Im Wesentlichen entsprechen sie dem heutzutage in der westlichen Welt üblichen Verwandtschaftssystem.

### Ethnologische Einordnung
Die deutschsprachigen Verwandtschaftsnamen werden ethnologisch (völkerkundlich) dem „Eskimo-System“ zugeordnet, das in den 1940er Jahren vom US-amerikanischen Anthropologen George P. Murdock eingeteilt wurde. Die Eskimo-Völker im nördlichen Polargebiet unterscheiden nicht zwischen Verwandten der väterlichen und der mütterlichen Seite (patri- und matrilateral), so kann ein Onkel der Bruder des Vaters oder der Mutter sein, eine Tante die Schwester der Mutter oder des Vaters. Dies entspricht den Bezeichnungen im deutschsprachigen Raum, allerdings waren früher mutterseitig auch die Namen Oheim (Mutterbruder) und Muhme (Mutterschwester) verbreitet.
In den verschiedenen Kulturen haben sich für alle diese Verhältnisse einfache oder umfangreiche Verwandtschaftssysteme entwickelt, mit jeweils eigenen Verwandtschaftsbezeichnungen für die Familienangehörigen. Diese Namen beziehen sich immer auf denjenigen, der sie benutzt oder deren Beziehungen benannt werden, und sie sind wechselseitig ergänzend, beispielsweise ist jemand der oder die Enkel-in seiner oder ihrer Großmutter, gleichzeitig ist das der oder die Urenkel-in der Urgroßmutter. Bei der Darstellung von Verwandtschaftsverhältnissen in Stammbäumen oder Ahnentafeln wird die Hauptperson als Ego (Ich) oder Proband (Testperson) bezeichnet und alle Bezeichnungen nur auf sie bezogen (siehe dazu Genealogische Darstellung).
Als Cousins und Cousinen werden sowohl die Kinder von Onkel oder Tante als auch die Enkelkinder von Großonkel oder Großtante sowie die Urenkelkinder von Urgroßonkel oder -tante bezeichnet, ohne weitere Unterscheidung; ihnen wird gegebenenfalls ein Zusatz zur Angabe des Generationen-Abstands zugefügt: „1. Grades“ für Kinder von Onkel oder Tante, „2. Grades“ für Enkelkinder von Großonkel oder Großtante, und so fort.

### Deutsche Grammatik
Die Duden-Grammatik hält in ihren Auflagen von 1959 bis 1995 fest, dass das grammatische Geschlecht (Genus) von Verwandtschaftsnamen mit dem Geschlecht der gemeinten Personen zusammenhängt: „Das Genus der Substantive, mit denen Personen benannt werden, darunter besonders das der Verwandtschaftsbezeichnungen, stimmt im allgemeinen mit dem natürlichen Geschlecht (dem Sexus) der Person überein: der Vater, die Mutter; der Sohn, die Tochter; der Bruder, die Schwester; […]“. Entsprechend sind männliche Verwandtschaftsnamen nicht verallgemeinernd als „generisches Maskulinum“ für beide oder alle Geschlechter zu gebrauchen. Fast alle Verwandtschaftsbezeichnungen sind sexusspezifisch (geschlechtsgebunden), wobei Bezeichnungen für Frauen feminines Genus haben und Bezeichnungen für Männer maskulines.
1988 vermerkt Gerhard Stickel (Direktor des Instituts für Deutsche Sprache) zu den Wortbedeutungen von Verwandtschaftsbezeichnungen:

„Im Hinblick auf die Bedeutungseigenschaften ‚männlich‘ und ‚weiblich‘ ist im Deutschen neben den Wortpaaren Mann und Frau, Junge oder Bub und Mädchen nur das Wortfeld der Familienbezeichnungen lexikalisch ausgewogen: Vater : Mutter, Sohn : Tochter, Neffe : Nichte usw. Hinzu kommen geschlechtsübergreifende bzw. geschlechtsneutrale Bezeichnungen wie Kind, Eltern, Geschwister. Der Ausbau dieses lexikalischen Feldes ist sicherlich auch dadurch bedingt, daß die Kennzeichnung und Wahrnehmung von Familienangehörigen nach ihrem Geschlecht schon immer wichtig war.

Historisch abwegig wäre es jedoch, aus diesen geschlechtssymmetrischen lexikalischen Verhältnissen zu schließen, daß in deutschsprachigen Familien stets Gleichberechtigung der Geschlechter geherrscht hat.“

Als Oberbegriffe für die geschlechtsspezifischen Verwandtschaftsbezeichnungen gibt es zwar die beiden Pluralworte -eltern und -geschwister sowie den Plural -kinder, aber keine Oberbegriffe für Onkel/Tanten (möglich: Elterngeschwister) oder Neffen/Nichten (möglich: Geschwisterkinder) oder Cousins/Cousinen (Cousins meint nur Männer).
Manche Verwandtschaftsnamen können zum Teil des Eigennamens oder der Anrede werden: Mutter Courage, Onkel Willi.
Der Romanist Hans-Martin Gauger nennt Unterschiede zu den romanischen Sprachen, so heißen im Spanischen die Eltern los padres („die Väter“):

„Die romanischen Sprachen sind ungleich ‚männersprachlicher‘ als das Deutsche. Im Spanischen zum Beispiel steht die Väter auch für ‚die Eltern‘, die Brüder auch für ‚die Geschwister‘, die Großväter kann auch die Großmütter einschließen, steht also für ‚Großeltern‘, und die Onkels, die Vettern und die Neffen, auch für die Tanten, die Cousinen und die Nichten: los padres, los hermanos, los abuelos, los tíos, los primos, los sobrinos.“

### Etymologien
Der Sprachforscher Heinrich Tischner erklärt 2011, woher die Wortendung -ter bei den vier deutschsprachigen Bezeichnungen Mutter, Tochter, Vater, Bruder stammt und woher die Wörter Schwester und Sohn kommen:

„Da stehen nämlich zwei Systeme von Verwandtschaftsbezeichnungen nebeneinander. Erstens: Indogermanisch mâtêr, petêr, dhughtêr, bhrâtêr ‚Mama Ter, Ernährer Ter, Kind Ter‘ (aus Sicht der Eltern) und ‚Mitkind Ter‘ (aus Sicht der anderen Kinder), wobei ter wohl so viel wie ‚Haus, Familie‘ bedeutet. Zweitens: Ein viel älteres sewe-, su- ‚gebären‘, zu dem nicht nur Sohn gehört, sondern auch altindisch sutá ‚geboren, Sohn, Tochter‘, georgisch schwili ‚Sohn‘, chinesisch sun (aus swen) ‚Enkel, Nachkomme‘. […]

Die Schwester ist weder mit den ‚Ters‘ noch mit dem Sohn verwandt, sondern mit den ‚Schwiegers‘. Diese Wörter gehören als ‚Verwandte‘ zum Pronomen s(w)e (‚sein, sich‘). Die Schwieger (-mutter, swecrús) war diejenige, ‚die Angehörige nachwachsen ließ‘. Der Schwäher (Schwiegervater, swécuros) hatte nichts zu sagen, das war nur ihr Mann. Die Schwiegermütter hatten schon in der Steinzeit die Hosen an. […]

Die indogermanische Familie ‚Ter‘ wurde vor etwa 4000 Jahren gegründet. Da scheint auf einmal der Partner der Mama erkannt zu haben, dass deren Kinder auch seine Kinder sind. Jetzt fing er an, Ansprüche zu stellen, zog ins Haus und kommandierte herum.“

### Andere Verwandtschaftsterminologien
Bei anderen Völkern und Ethnien gibt es beispielsweise zwei unterschiedliche Bezeichnungen für Onkel, die sich mit Vaterbruder und Mutterbruder übersetzen lassen. Damit wird ein Unterschied zwischen beiden kenntlich gemacht, ebenso bei ihren Kindern. Das Eskimo- und das deutschsprachige System treffen weniger Unterscheidungen, im Gegensatz zu deskriptiven, beschreibenden Systemen. Ein solches ist das „Sudan-System“, das in der Türkei und in China üblich ist und im Römischen Reich verbreitet war (siehe Lateinisch-deutsche Verwandtschaftsbezeichnungen). Dabei gibt es für Onkel und Tanten sowie für Cousins und Cousinen jeweils ganz eigene Bezeichnungen, die ihr Geschlecht, ihre Abstammung und ihr Verhältnis zu einem Elternteil angeben (siehe auch Verwandtschaftsterminologien).
Manche Kulturen unterscheiden zwischen älteren und jüngeren Geschwistern: So heißt auf Türkisch die „ältere Schwester“ abla, die „jüngere Schwester“ kız kardeş, der „ältere Bruder“ abi, der „jüngere Bruder“ kardeş (siehe Türkische Verwandtschaftsbezeichnungen). Das Thailändische unterscheidet zwischen einem älteren und einem jüngeren Geschwister. Die koreanische Sprache unterscheidet außerdem zwischen dem Bruder eines Mannes und dem Bruder einer Frau.

## Eltern

Eine allgemeine Verwandtschaftstafel, in der Mitte der Proband (Ich) in roter Farbe

Die Eltern sind die unmittelbaren Vorfahren einer Person, von denen sie in gerader Linie abstammt, oder deren Elternschaft rechtlich bestimmt wurde:
| Mutter | Mutter | Mutter | Mutter | Mutter | Mutter |  |  |                       |  |  |  |  |  |  |  | Vater | Vater | Vater | Vater | Vater | Vater |
| Mutter | Mutter | Mutter | Mutter | Mutter | Mutter |  |  |                       |  |  |  |  |  |  |  | Vater | Vater | Vater | Vater | Vater | Vater |
|        |        |        |        |        |        |  |  | Person (Ego, Proband) |  |  |  |  |  |  |  |       |       |       |       |       |       |

Herkunft: Das Wort Eltern (von „Älteren“) ist ein Pluralwort und nur als Mehrzahl gebräuchlich – Einzahl ist der Elternteil (fachsprachlich auch: das oder der Elter).
Biologische Elternschaft
- Mutter = die ursprüngliche Trägerin der Eizelle (Ovum), aus der die Person gewachsen ist
- Vater = der Erzeuger der Samenzelle (Spermium), welche die Eizelle der Mutter befruchtete

Die biologische Elternschaft ist eine der drei Rollen von Eltern. Grundlage der biologischen Verwandtschaft (Blutsverwandtschaft) ist die Übereinstimmung der Erbanlagen zwischen einem Kind und seinen beiden Erzeugern (Genitor und Genetrix). In der modernen Fortpflanzungsmedizin kann die Eizelle einer Frau in eine andere Frau verpflanzt werden, die das entstehende Kind austrägt und ihm mit der Geburt „das Leben schenkt“; mit dieser Frau hat das Kind aber keine genetischen Übereinstimmungen (siehe dazu Leihmutter, Eizellspende, Biologische Abstammungslinie, Embryonenschutzgesetz). Der biologische Vater wird umgangssprachlich Erzeuger genannt, worunter traditionell oft fälschlich seine Alleinerzeugung des Kindes verstanden wird (Urheberschaft), während die fachsprachliche Bezeichnung Genitor auch die Mutter der Eizelle als Erzeugerin des Kindes einschließt. Der genetische Verwandtschaftskoeffizient von Elternteilen und ihren leiblichen Kindern beträgt 0,5: rund 50 % ihrer Erbinformationen ist durch Abstammung identisch (ebenso zwischen vollbürtigen Geschwistern, siehe dazu die Erbkrankheitsrisiken). In der Soziobiologie bezeichnet Elternaufwand jeden Aufwand der Eltern, der zum Fitnessgewinn von Nachkommen führt. Eine wichtige Rolle hierbei spielt auch die Mutter der Mutter (Großmutter): Ihre tatkräftige Unterstützung bewirkt einen wichtigen Überlebensvorteil für ihre Enkelkinder und ist von Bedeutung bei der evolutionsgenetischen Entwicklung der Menschheit (siehe Ethnologische Befunde zur Großmutterschaft).
Rechtliche Elternschaft
- Mutter = hat die Person geboren, zur Welt gebracht
- Vater = hat die Person als sein Kind anerkannt, oder wurde als Vater festgestellt
- Adoptiveltern: Adoptivmutter, Adoptivvater = haben die Person „an Kindes statt“ angenommen (siehe unten: Adoptiv-)

Rechtliche Elternschaft bezeichnet die gesetzliche Festlegung, wer als Mutter und Vater eines Kindes gilt. Damit verbunden sind Elternrechte und -pflichten (siehe dazu Erziehungsberechtigte, Rechtliche Zugehörigkeit zu einer Familie).
Bereits im Römischen Reich galt das Rechtssprichwort: Mater semper certa est: „Die Mutter ist immer sicher“ – demgegenüber: „Der Vater ist immer ungewiss“: Pater semper incertus est. Bis vor wenigen Jahrzehnten musste unklar bleiben, ob der vermutete Vater wirklich an der Zeugung beteiligt war oder es sich um das Kuckuckskind eines anderen Mannes handelte (siehe Scheinvater). Eine Rolle spielte dabei bis ins späte 20. Jahrhundert die Weitergabe des Familiennamens nur über die Väterlinie (Stammlinie); dabei war die Ehelichkeit (Legitimität) eines Kindes von entscheidender Bedeutung. Bis 1970 galten in der Bundesrepublik Deutschland der Vater und sein uneheliches Kind als nicht verwandt, diese Fiktion wurde durch das Nichtehelichengesetz beseitigt (siehe auch Vaterschaft im deutschen Recht). Heute sind Vaterschaftstests, Samenspenden und die Frage des Klonens von Bedeutung.
Im bundesdeutschen Bürgerlichen Gesetzbuch (BGB) steht seit 1998: „Mutter eines Kindes ist die Frau, die es geboren hat“ (§ 1591). Als Vater eines Kindes gilt grundsätzlich der mit der Mutter verheiratete Mann, oder der Mann, der seine Vaterschaft anerkannt hat, solange dies nicht erfolgreich angefochten wurde (§§ 1592 ff. BGB). Gibt eine unverheiratete Mutter bei der Geburt keinen Vater an, kann das Kind ohne rechtlichen Vater aufwachsen (siehe Vaterlosigkeit, Zahlvater). Ein Kind kann zwei Elternteile desselben juristischen Geschlechts haben, wenn ein Elternteil seinen Personenstand offiziell ändert und aufgrund der eigenen Geschlechtsidentität die Geschlechtskategorie wechselt (siehe Transgender und Transsexuellengesetz). Eltern sind die gesetzlichen Vertreter und Sorgeberechtigten ihrer minderjährigen Kinder (§§ 1626 ff. BGB). In Ausnahmefällen kann ein Gericht das Sorgerecht entziehen oder einen Vormund bestellen, beispielsweise bei Erziehungsunfähigkeit oder Tod der Eltern.
Zu den eigenen Elternteilen besteht im rechtlichen Sinne eine Verwandtschaft im ersten Grad, weil nur eine „vermittelnde Geburt“ zwischen ihnen und ihren Kindern liegt; zu den Eltern besteht ein Verbot der Heirat oder Lebenspartnerschaft und des Beischlafs (siehe Inzestverbote in Deutschland; in Österreich nur für Blutsverwandte).
Wird ein Kind zur Adoption gegeben, wechselt die rechtliche Elternschaft zu den Adoptiveltern, die Verwandtschaft zu den bisherigen rechtlichen oder biologischen Eltern erlischt, beispielsweise in Erbschaftsfragen. Ist die oder der Adoptierende alleinstehend oder Teil einer gleichgeschlechtlichen Lebenspartnerschaft oder Ehe, hat das Adoptivkind nur einen Elternteil. Bei der Adoption eines Stiefkindes beteiligt sich ein Ehe- oder Lebenspartner an der rechtlichen Elternschaft für das (rechtliche) Kind des anderen Partners.
Soziale Elternschaft
- Stiefeltern: Stiefmutter, Stiefvater = neuer Ehe- oder Lebenspartner eines eigenen Elternteils: mit diesem ist die Person nicht verwandt, sondern nur indirekt verschwägert
- Pflegeeltern: Pflegemutter, Pflegevater = volljährige Personen, die vorübergehend oder dauerhaft Kinder anderer Eltern als Pflegekinder aufnehmen (Form der stationären Jugendhilfe oder Jugendwohlfahrt)
- Milchmutter, Nährmutter = eine andere Mutter oder eine Amme, welche die Person gestillt hat (Milchverwandtschaft oder Stillverwandtschaft im Judentum, Islam und orientalischen Christentum)

Die soziale Elternschaft ist weder an biologische Abstammung noch an rechtliche Bestimmungen gebunden. Bei ihr wird freiwillig die Verantwortung für ein Kind übernommen und für es gesorgt, beispielsweise in gleichgeschlechtlichen Regenbogenfamilien. Oft übernehmen Elternteile für Stiefkinder die soziale Verantwortung, ohne sie zu adoptieren. In früheren Zeiten übernahm vielerorts der Onkel mütterlicherseits (Oheim = Mutterbruder) eine väterliche Rolle für Kinder seiner Schwester; diese Form der sozialen Vaterschaft (Avunkulat) findet sich weltweit noch bei vielen der über 150 Ethnien und indigenen Völker, die sich nach ihren Mütterlinien organisieren (matrilinear). Eine verbreitete Form der freiwilligen Übernahme einer sozialen Fürsorgepflicht ist die christliche Taufpatenschaft; zu den Aufgaben eines Patenonkels oder einer Patentante kann gehören, im Falle des frühen Todes der Eltern für das Patenkind zu sorgen.
Verwandtschaftsnamen
Gebräuchliche (Kose-)Namen für die Elternteile sind:
- Mutti, Mueti, Mutsch, Mama, Mami, Ma, mum (englisch), mom (amerikanisch)
- Vati, Papa, Papi, Paps, Pa, Date (Tirol), Tata (Südtirol), Däta (Vorarlberg), dad, daddy (englisch)

Bis ins späte 20. Jahrhundert war es in den gehobenen Schichten Europas durchaus üblich, dass Kinder ihre Elternteile siezten, also mit „Sie“ oder „Ihr“ anzureden hatten; dieser Brauch findet sich noch heute in manchen traditionellen Familien weltweit. Ganz im Gegensatz dazu wurden im Rahmen der antiautoritären Erziehung und der 1968er-Bewegung die Kinder dazu angehalten, die eigenen Elternteile direkt mit ihren Vornamen anzusprechen: „Erika, müssen wir heute wieder spielen, was wir wollen?“
Die Vorfahren der Elternteile sind Großeltern (Oma, Opa), Urgroßeltern, Ururgroßeltern, und so fort (siehe Generationsbezeichnungen).
Die Nachkommen der Eltern sind ihre Kinder, Enkelkinder, Urenkelkinder, Ururenkel, Urururenkel, Ururururenkel, und so weiter in absteigender Folge.
| Siehe auch: · Commons: Eltern (parents): Mütter (mothers) + Väter (fathers) – Bilder und Mediendateien · Wiktionary: Eltern, Elternschaft: Mutter, Mutti, Mama, Mutterschaft + Vater, Vati, Papa, Vaterschaft – Bedeutungserklärungen, Wortherkunft, Synonyme · Wikiquote: Eltern: Mutter + Vater – Zitate · Wikisource: Mutter – Quellen und Volltexte |

## Kinder

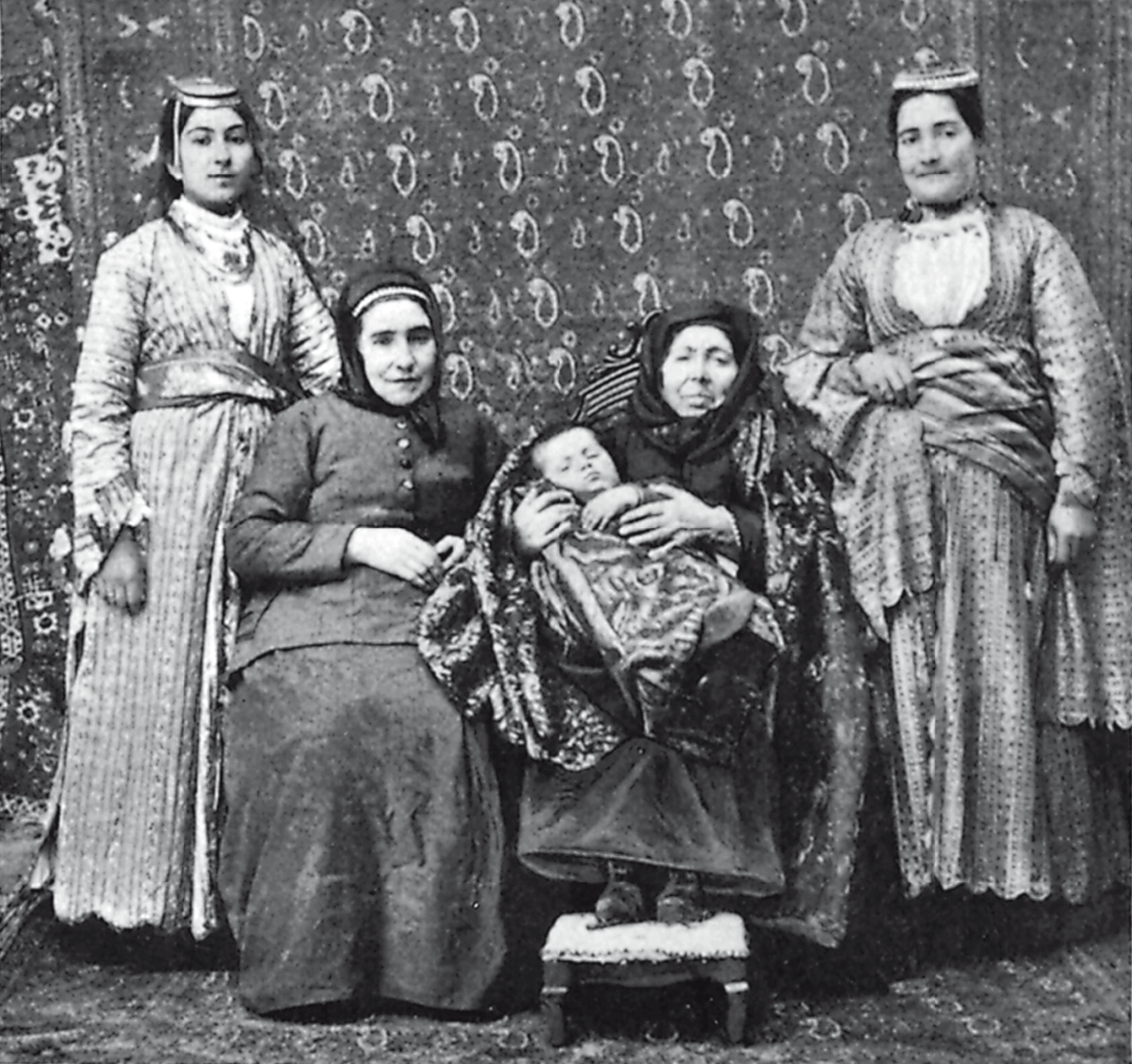
Fünf Frauen-Generationen einer armenischen Familie (Harry Finnis Blosse Lynch, London 1901)

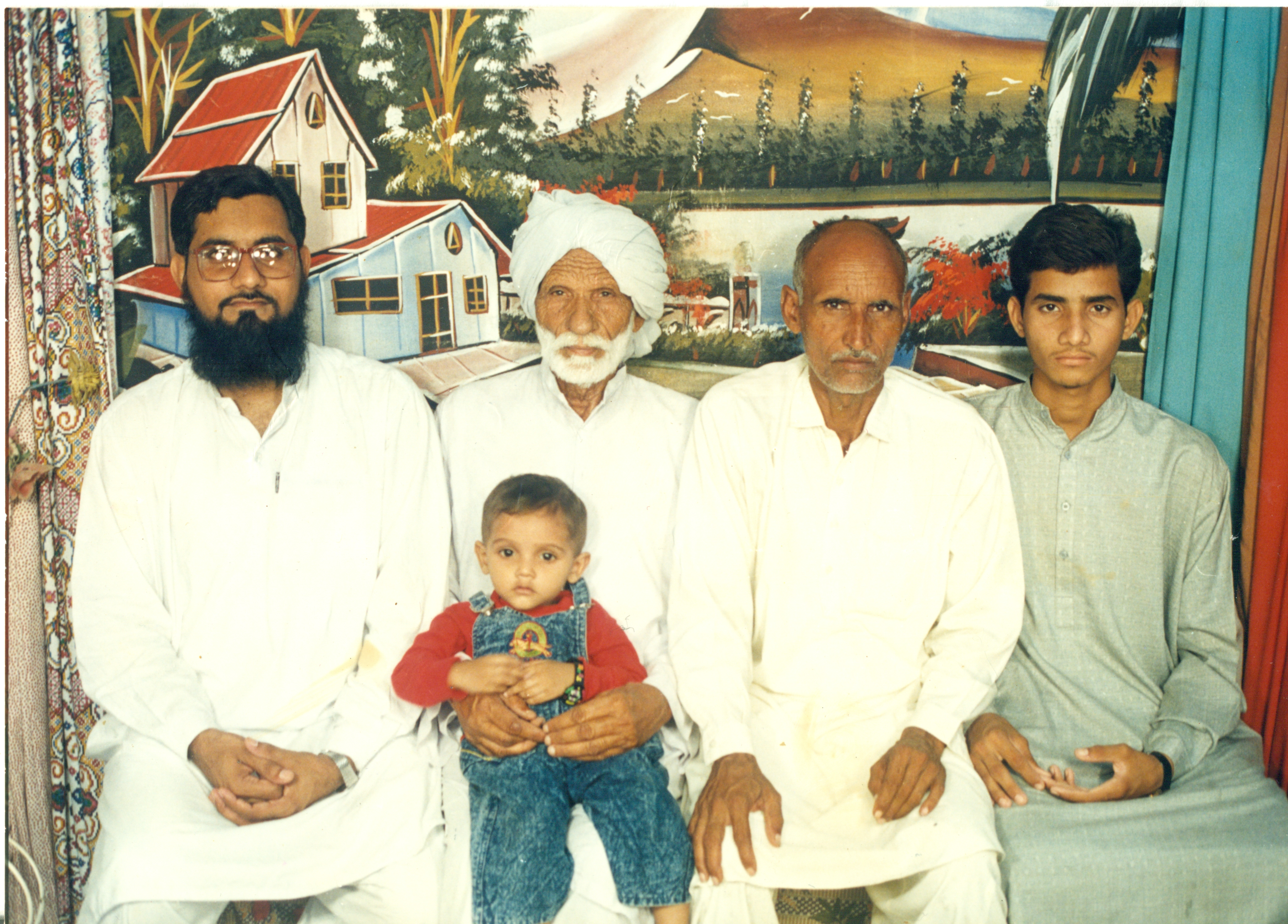
Vier Männer-Generationen: Vater (links), kleiner Sohn, Urgroßvater (mit Turban), Großvater, rechts der jüngere Bruder des Vaters (Punjab, Pakistan 2012)

Die Kinder sind die unmittelbaren Nachkommen einer Person, die biologisch von ihr in gerader Linie abstammen, oder die rechtlich als ihre Kinder festgestellt oder von ihr „an Kindes statt“ adoptiert wurden:
- Tochter = weibliches Kind
- Sohn = männliches Kind
- Adoptivsohn, Adoptivtochter = leiblichen Kindern gleichgestellt

|         |         |         |         | Person (Ego, Proband) |         |  |  |      |      |      |      |      |      |
|         |         |         |         |                       |         |  |  |      |      |      |      |      |      |
| Tochter | Tochter | Tochter | Tochter | Tochter               | Tochter |  |  | Sohn | Sohn | Sohn | Sohn | Sohn | Sohn |

Biologische Kindschaft
Der genetische Verwandtschaftskoeffizient zwischen Kindern und ihren biologischen Elternteilen beträgt 0,5: rund 50 % ihrer Erbinformationen stimmen überein (ebenso zwischen vollbürtigen Geschwistern, siehe dazu die möglichen Erbkrankheitsrisiken). Wurde die Mutter durch eine Samenspende künstlich befruchtet, darf das Kind den Namen des biologischen Vaters in Erfahrung bringen.
Rechtliche Kindschaft
Die rechtliche Mutter eines Kindes ist die Frau, die es geboren hat, der rechtliche Vater hat es als sein Kind anerkannt oder wurde als Vater festgestellt (siehe oben: Eltern). Ein Kind kann ohne rechtlichen Vater aufwachsen, wenn seine Mutter bei der Geburt unverheiratet war und keinen Vater angegeben hat.
Rechtlich besteht zu eigenen Kindern eine Verwandtschaft im ersten Grad, weil sie unmittelbar von der Person abstammen (eine vermittelnde Geburt). Auch durch Adoption angenommene Kinder einer Person gelten mit ihr und ihrer gesamten Verwandtschaft als verwandt, sie sind leiblichen Kindern gleichgestellt (siehe Kindschaftsverhältnis, Kindschaftsrecht). Durch eine Adoption wird die rechtliche Elternschaft der bisherigen rechtlichen Eltern von Adoptivkindern aufgehoben (erloschene Verwandtschaft), zwischen ihnen besteht aber in Deutschland weiterhin das Verbot der Heirat oder Lebenspartnerschaft und des Beischlafs (siehe Inzestverbote in Deutschland); diese Verbote bestehen auch zwischen dem Adoptivkind und seinen neuen Geschwistern (und weiterhin zu seinen ursprünglichen biologischen Geschwistern) nach § 1307 BGB.
Der Beischlaf oder die Eheschließung eines biologischen Elternteils mit seinem Kind ist weltweit in fast allen Staaten verboten, in den meisten Ländern betrifft das auch rechtliche Kindschaften.
Soziale Kindschaft
Formen der sozialen Kindschaft:
- Stiefkind: Stiefsohn, Stieftochter = vom eigenen Ehe- oder Lebenspartner mit einem früheren/anderen Partner gezeugt (nur verschwägert)
- Pflegekind: Pflegesohn, Pflegetochter = von volljährigen Personen dauerhaft zur Betreuung aufgenommen (Pflegefamilie)
- Patenkind: Patensohn, Patentochter = von einem Patenonkel sowie einer Patentante freiwillig umsorgt (christliche Taufpatenschaft)
- Milchkinder = von einer anderen Mutter (Nährmutter) oder einer Amme mitgestillt (Milchverwandtschaft im Judentum, Islam und orientalischen Christentum)

Verwandtschaftsnamen
Umgangssprachlich hat sich die lateinische Bezeichnung Filius für den Sohn erhalten, in bestimmten Zusammenhängen Filia für eine Tochter (siehe auch Filiation: „Abstammung“).
Die Vorfahren von Kindern sind Eltern, Großeltern, Urgroßeltern, Ururgroßeltern, und so fort (siehe Generationsbezeichnungen).
Die Kinder eigener Kinder sind Enkelkinder, deren Kinder sind Urenkelkinder, gefolgt von Ururenkeln. Das Guinness-Buch der Rekorde verzeichnet 7 lebende Generationen einer geraden Linie, im Jahre 2013 wurden 6 nachgewiesen: In Kanada erlebte eine 86-jährige Frau die Geburt ihres leiblichen Urururenkels, dessen Urururgroßmutter sie ist.
Die Kinder von Geschwistern sind Neffen und Nichten (ebenso die Kinder von Schwägern; die Kinder von Cousins oder Cousinen sind Neffen und Nichten 2. Grades); die Kinder von Onkeln und Tanten sind Cousins und Cousinen; die Kinder von Großonkeln und -tanten sind Onkel und Tanten 2. Grades.
| Siehe auch: · Commons: Kinder (children): Töchter (daughters) + Söhne (sons) – Bilder und Mediendateien · Wiktionary: Kind: Tochter + Sohn – Adoptivkind – Stiefkind – Pflegekind – Patenkind – Bedeutungserklärungen, Wortherkunft, Synonyme · Wikiquote: Kind: Tochter + Sohn – Zitate · |

## Geschwister
Geschwister sind weitere Kinder der Eltern:
- Schwester = Tochter beider Elternteile (vollbürtig)
- Bruder = Sohn beider Elternteile (vollbürtig)
- Halbbruder, Halbschwester = Kind von Mutter oder Vater mit anderem Partner (halbbürtig)
- Adoptivbruder, Adoptivschwester = leiblichen (Halb-)Geschwistern gleichgestellt (durch ein oder beide Elternteile rechtlich adoptiert)

|             |             |             |             | Mutter      | Mutter      | Mutter | Mutter | Mutter                | Mutter                |                       |                       | Vater                 | Vater                 | Vater | Vater | Vater                | Vater                |                      |                      |                      |                      |  |  |                   |                   |                   |                   |                   |                   |  |  | (Ehe-)Frau           | (Ehe-)Frau           | (Ehe-)Frau           | (Ehe-)Frau           | (Ehe-)Frau           | (Ehe-)Frau           |
|             |             |             |             | Mutter      | Mutter      | Mutter | Mutter | Mutter                | Mutter                |                       |                       | Vater                 | Vater                 | Vater | Vater | Vater                | Vater                |                      |                      |                      |                      |  |  |                   |                   |                   |                   |                   |                   |  |  | (Ehe-)Frau           | (Ehe-)Frau           | (Ehe-)Frau           | (Ehe-)Frau           | (Ehe-)Frau           | (Ehe-)Frau           |
|             |             |             |             |             |             |        |        |                       |                       |                       |                       |                       |                       |       |       |                      |                      |                      |                      |                      |                      |  |  |                   |                   |                   |                   |                   |                   |  |  |                      |                      |                      |                      |                      |                      |
|             |             |             |             |             |             |        |        |                       |                       |                       |                       |                       |                       |       |       |                      |                      |                      |                      |                      |                      |  |  |                   |                   |                   |                   |                   |                   |  |  |                      |                      |                      |                      |                      |                      |
| Geschwister | Geschwister | Geschwister | Geschwister | Geschwister | Geschwister |        |        | Person (Ego, Proband) | Person (Ego, Proband) | Person (Ego, Proband) | Person (Ego, Proband) | Person (Ego, Proband) | Person (Ego, Proband) |       |       | Adoptiv- geschwister | Adoptiv- geschwister | Adoptiv- geschwister | Adoptiv- geschwister | Adoptiv- geschwister | Adoptiv- geschwister |  |  | Halb- geschwister | Halb- geschwister | Halb- geschwister | Halb- geschwister | Halb- geschwister | Halb- geschwister |  |  | (Stief- geschwister) | (Stief- geschwister) | (Stief- geschwister) | (Stief- geschwister) | (Stief- geschwister) | (Stief- geschwister) |

Herkunft: Das Wort Geschwister (eigentlich: „Gesamtheit der Schwestern“) ist ursprünglich ein Pluralwort, wird aber auch als Einzahl verwendet: das Geschwister, neben Geschwisterteil. Die alte Bezeichnung Gebrüder für die Söhne einer Familie findet sich noch in traditionellen Firmenbezeichnungen (kurz „Gebr.“) und bei geschichtlichen Personen wie den Gebrüdern Montgolfier oder den deutschen Märchensammlern „Gebrüder Grimm“.
Biologische Geschwisterschaft

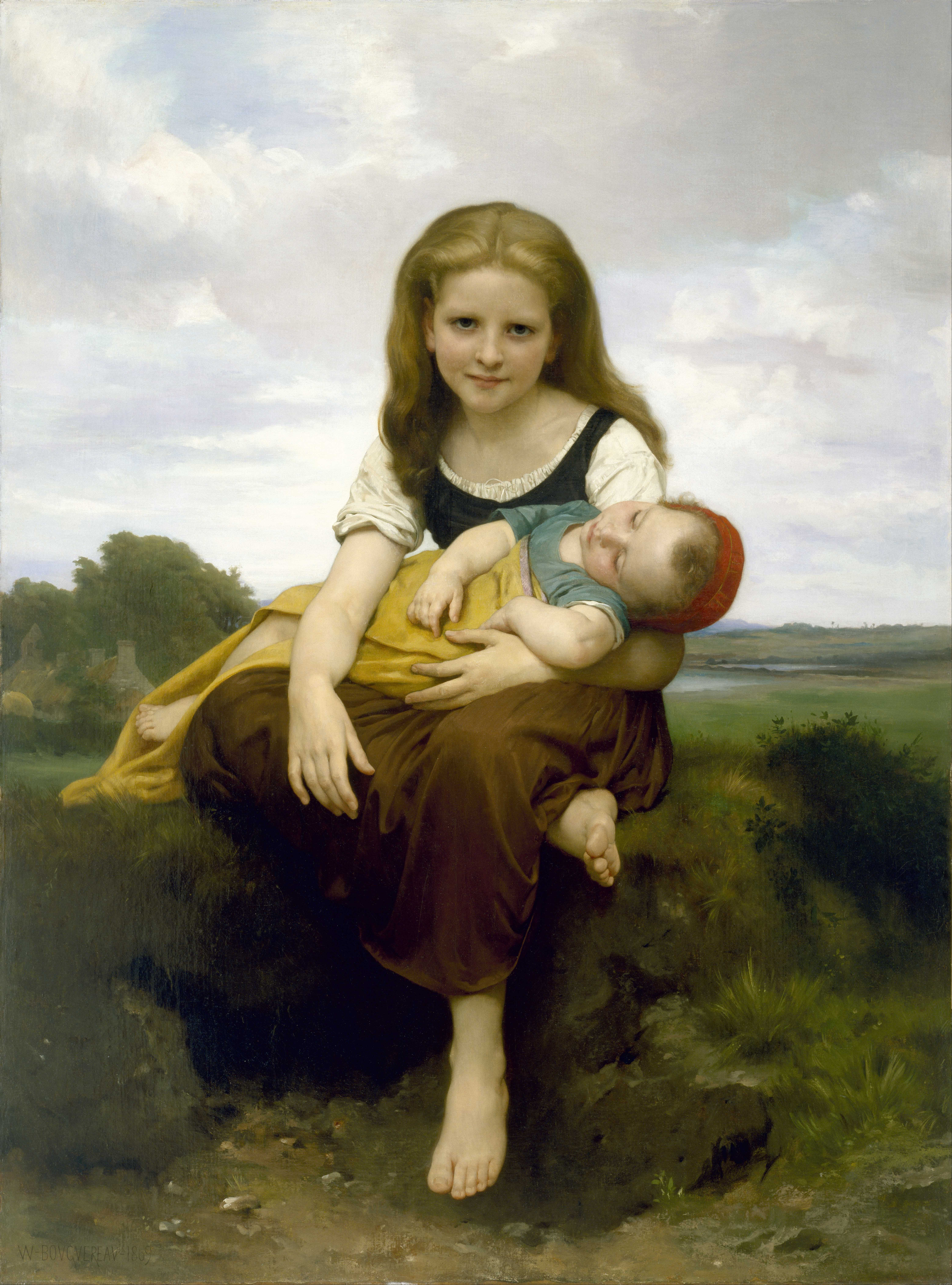
Die ältere Schwester (William Adolphe Bouguereau 1869)

Der genetische Verwandtschaftskoeffizient zwischen vollbürtigen Geschwistern (veraltet Vollgeschwister, Vollschwester, Vollbruder) beträgt 0,5: Rund 50 % ihrer Erbinformationen stimmen überein (wie auch zwischen leiblichen Kindern und Elternteilen), rund 25 % zwischen Halbgeschwistern (siehe dazu auch die Erbkrankheitsrisiken). Ausnahme: Bei eineiigen Zwillingen beträgt der genetische Verwandtschaftskoeffizient 1,0. Ihre Erbinformationen sind identisch.
Zwillingsschwester und Zwillingsbruder sind besondere Geschwister:
- eineiige Zwillinge = vollbürtige Geschwister, entstanden aus einer einzelnen befruchteten Eizelle, die sich in zwei Embryos mit identischen Erbanlagen aufteilte (Zwillingsschlupf)
- zweieiige Zwillinge = vollbürtige Geschwister, entstanden aus zwei verschiedenen Eizellen der Mutter, die vom selben Mann gleichzeitig befruchtet wurden (unterschiedliches Aussehen)
- Halbzwillinge = halbbürtige Geschwister, entstanden aus zwei verschiedenen Eizellen der Mutter, die kurz nacheinander von zwei Männern befruchtet wurden (höchst selten, bei manchen Tierarten häufig)

Rechtliche Geschwisterschaft
Rechtlich besteht zu allen eigenen Brüdern und Schwestern eine Verwandtschaft im zweiten Grad (2 vermittelnde Geburten). Im Unterschied zur geradlinigen Abstammung voneinander, bilden alle Geschwister zusammen mit ihrer Nachkommenschaft Seitenlinien (eigenständige Familienzweige). Vollbürtige Geschwister haben dieselben Vorfahren, halbbürtige Geschwister haben entweder Vater oder Mutter gemeinsam. Die von einem Elternteil adoptierten Kinder sind rechtlich den leiblichen Halbgeschwistern gleichgestellt, die von beiden Eltern gemeinsam adoptierten den Vollgeschwistern. Zu Stiefgeschwistern besteht keine Verwandtschaft, sondern eine Schwägerschaft (der Duden nennt sie fälschlich Halbgeschwister, aber frühere Kinder des neuen Partners eines eigenen Elternteils werden nicht zu Halbgeschwistern). Zu Pflegegeschwistern besteht keinerlei Verwandtschaftsverhältnis.
Zwischen leiblichen Geschwistern besteht ein Verbot der Heirat oder Lebenspartnerschaft und des Beischlafs (siehe Inzest). Dies gilt auch dann, wenn die rechtliche Verwandtschaft durch Adoption erloschen ist.
Soziale Geschwisterschaft
- Stiefbruder, Stiefschwester = durch Heirat eines Elternteils: Kinder seines neuen/alten Ehe- oder Lebenspartners (nur verschwägert)
- Pflegebruder, Pflegeschwester = von Eltern(teilen) dauerhaft zur Betreuung aufgenommen (siehe Pflegeeltern)
- Milchbruder, Milchschwester = durch gemeinsames Gestilltwerden von derselben Frau (Nährmutter) oder Amme (jüdische, islamische und christlich-orientalische Milchverwandtschaft)
- Blutsbruder, Blutsschwester = durch Vermischung von Blutstropfen und Schwurbruderschaft geschlossene Verbindung zweier nicht verwandter Personen (nachgeahmte Blutsverwandtschaft; siehe auch Männerbünde)
- Mitbruder, Mitschwester = durch Mitgliedschaft in derselben Bruderschaft oder Schwesternschaft, meist mit religiöser Zielsetzung (beispielsweise Ordensbruder, Ordensschwester)
- Trinkbruder, Trinkschwester = durch „Brüderschaft trinken“ zeremoniell eingeleitete freundschaftliche Beziehung (siehe auch Weinbruderschaft, Weinschwesternschaft)

Vom engen familiären Verhältnis von Geschwistern untereinander ist die „Geschwisterlichkeit“ abgeleitet, im Sinne einer übergreifenden Solidarität zwischen Menschen. Das Verständnis einer „Geschwisterschaft aller Menschen“ war 1893 eine Grundlage des ersten „Weltparlaments der Religionen“.
Die Bezeichnung eines Nichtverwandten als „Bruder“ gilt weltweit als Ausdruck der Freundschaft (siehe auch „Brudermahl“). In fast allen Kulturen der Welt ist das Ideal der Brüderlichkeit bekannt, als Verbrüderung zwischen Menschen. Die Losung „Freiheit, Gleichheit und Brüderlichkeit“ wurde nach der Französischen Revolution zu einem globalen Wahlspruch und ist Bestandteil der französischen und der haitianischen Verfassung. „Alle Menschen werden Brüder“ ist ein weltberühmtes Zitat aus der Ode An die Freude. Die „Woche der Brüderlichkeit“ findet jährlich im März statt, seit 1952 eine Veranstaltung für die christlich-jüdische Zusammenarbeit in Deutschland. In neuerer Zeit wird im Sinne einer Frauensolidarität auch von Schwesterlichkeit gesprochen. In politischer Hinsicht wird „Brüderlichkeit“ oft durch den geschlechtsneutralen Begriff „Solidarität“ ersetzt.
Weltweit finden sich Bruderschaften und Schwesternschaften, vor allem als religiöse Zusammenschlüsse. Frühe geschichtliche Beispiele sind im antiken Griechenland die Familienverbände der Phratrien (fratér „Bruder“) als kultisch, wirtschaftlich und politisch ausgerichtete Körperschaften. Die Berufsbezeichnung „Krankenschwester“ geht auf die traditionelle Anrede der Angehörigen von religiösen Ordensschwesternschaften oder von Diakonissen als Schwester zurück.
Verwandtschaftsnamen
Die Vorfahren von vollbürtigen Geschwistern sind identisch, halbbürtige Geschwister haben nur die Vorfahren eines Elternteils gemeinsam.
Die Kinder von Geschwistern sind Neffen und Nichten, deren Kinder Großneffen und Großnichten, deren Kinder Urgroßneffen und Urgroßnichten, und so weiter.
| Siehe auch: · Commons: Geschwister (siblings): Schwestern (sisters) + Brüder (brothers) – Bilder und Mediendateien · Wiktionary: Geschwister: Schwester + Bruder – Zwilling – Halbgeschwister – Adoptivgeschwister – Stiefgeschwister – Pflegeschwester – Bedeutungserklärungen, Wortherkunft, Synonyme · Wikiquote: Geschwister: Schwester + Bruder – Zitate · |

## Neffe und Nichte
→ Zu „Neffe“ als Familienname siehe Neffe (Begriffsklärung).
Die Neffen und Nichten sind Kinder von eigenen Geschwisterteilen (Geschwisterkinder):
- Neffe = Sohn der Schwester oder des Bruders
- Nichte = Tochter der Schwester oder des Bruders

|                          |                          |                          |                          |                          |                          |  |  |                       |                       |                       |                       |                       |                       |  |  |                          |                          |                          |                          |                          |                          |  |  |                                                  |                                                  |                                                  |                                                  |                                                  |                                                  |  |  |  |  |  |  |  |  |  |  |  |  |  |  |  |  |  |  |  |  |  |  |  |  |
|                          |                          |                          |                          |                          |                          |  |  |                       |                       |                       |                       |                       |                       |  |  |                          |                          |                          |                          |                          |                          |  |  |                                                  |                                                  |                                                  |                                                  |                                                  |                                                  |  |  |  |  |  |  |  |  |  |  |  |  |  |  |  |  |  |  |  |  |  |  |  |  |
|                          |                          |                          |                          |                          |                          |  |  | Vater (Beispiel)      | Vater (Beispiel)      | Vater (Beispiel)      | Vater (Beispiel)      | Vater (Beispiel)      | Vater (Beispiel)      |  |  |                          |                          |                          |                          |                          |                          |  |  | Onkel (Vaterbruder) oder: Tante (Vaterschwester) | Onkel (Vaterbruder) oder: Tante (Vaterschwester) | Onkel (Vaterbruder) oder: Tante (Vaterschwester) | Onkel (Vaterbruder) oder: Tante (Vaterschwester) | Onkel (Vaterbruder) oder: Tante (Vaterschwester) | Onkel (Vaterbruder) oder: Tante (Vaterschwester) |  |  |  |  |  |  |  |  |  |  |  |  |  |  |  |  |  |  |  |  |  |  |  |  |
|                          |                          |                          |                          |                          |                          |  |  | Vater (Beispiel)      | Vater (Beispiel)      | Vater (Beispiel)      | Vater (Beispiel)      | Vater (Beispiel)      | Vater (Beispiel)      |  |  |                          |                          |                          |                          |                          |                          |  |  | Onkel (Vaterbruder) oder: Tante (Vaterschwester) | Onkel (Vaterbruder) oder: Tante (Vaterschwester) | Onkel (Vaterbruder) oder: Tante (Vaterschwester) | Onkel (Vaterbruder) oder: Tante (Vaterschwester) | Onkel (Vaterbruder) oder: Tante (Vaterschwester) | Onkel (Vaterbruder) oder: Tante (Vaterschwester) |  |  |  |  |  |  |  |  |  |  |  |  |  |  |  |  |  |  |  |  |  |  |  |  |
|                          |                          |                          |                          |                          |                          |  |  |                       |                       |                       |                       |                       |                       |  |  |                          |                          |                          |                          |                          |                          |  |  |                                                  |                                                  |                                                  |                                                  |                                                  |                                                  |  |  |  |  |  |  |  |  |  |  |  |  |  |  |  |  |  |  |  |  |  |  |  |  |
| Schwester                | Schwester                | Schwester                | Schwester                | Schwester                | Schwester                |  |  | Person (Ego, Proband) | Person (Ego, Proband) | Person (Ego, Proband) | Person (Ego, Proband) | Person (Ego, Proband) | Person (Ego, Proband) |  |  | Bruder                   | Bruder                   | Bruder                   | Bruder                   | Bruder                   | Bruder                   |  |  | Cousine/Cousin (1. Grades)                       | Cousine/Cousin (1. Grades)                       | Cousine/Cousin (1. Grades)                       | Cousine/Cousin (1. Grades)                       | Cousine/Cousin (1. Grades)                       | Cousine/Cousin (1. Grades)                       |  |  |  |  |  |  |  |  |  |  |  |  |  |  |  |  |  |  |  |  |  |  |  |  |
| Schwester                | Schwester                | Schwester                | Schwester                | Schwester                | Schwester                |  |  | Person (Ego, Proband) | Person (Ego, Proband) | Person (Ego, Proband) | Person (Ego, Proband) | Person (Ego, Proband) | Person (Ego, Proband) |  |  | Bruder                   | Bruder                   | Bruder                   | Bruder                   | Bruder                   | Bruder                   |  |  | Cousine/Cousin (1. Grades)                       | Cousine/Cousin (1. Grades)                       | Cousine/Cousin (1. Grades)                       | Cousine/Cousin (1. Grades)                       | Cousine/Cousin (1. Grades)                       | Cousine/Cousin (1. Grades)                       |  |  |  |  |  |  |  |  |  |  |  |  |  |  |  |  |  |  |  |  |  |  |  |  |
| Neffe/Nichte (1. Grades) | Neffe/Nichte (1. Grades) | Neffe/Nichte (1. Grades) | Neffe/Nichte (1. Grades) | Neffe/Nichte (1. Grades) | Neffe/Nichte (1. Grades) |  |  | Sohn/Tochter          | Sohn/Tochter          | Sohn/Tochter          | Sohn/Tochter          | Sohn/Tochter          | Sohn/Tochter          |  |  | Neffe/Nichte (1. Grades) | Neffe/Nichte (1. Grades) | Neffe/Nichte (1. Grades) | Neffe/Nichte (1. Grades) | Neffe/Nichte (1. Grades) | Neffe/Nichte (1. Grades) |  |  | Neffe/Nichte 2. Grades                           | Neffe/Nichte 2. Grades                           | Neffe/Nichte 2. Grades                           | Neffe/Nichte 2. Grades                           | Neffe/Nichte 2. Grades                           | Neffe/Nichte 2. Grades                           |  |  |  |  |  |  |  |  |  |  |  |  |  |  |  |  |  |  |  |  |  |  |  |  |

Herkunft: Das Wort Neffe ist verwandt mit dem lateinischen nepos („Geschwistersohn“, altindisch nápāt), wie auch das Wort Nichte über das althochdeutsche nift. Das von der lateinischen Wurzel abgeleitete Fremdwort Nepotismus meint eine „Vetternwirtschaft“ (gegenseitiges Zuschieben von Aufträgen und Vorteilen).
Der genetische Verwandtschaftskoeffizient zu Kindern eigener vollbürtiger Geschwister beträgt 0,25: rund 25 % ihrer Erbinformationen stimmen mit den eigenen überein (ebenso zu leiblichen Großeltern und zu Halbgeschwistern, siehe entsprechende Erbkrankheitsrisiken).
Rechtlich besteht zu Neffen und Nichten (1. Grades) eine Verwandtschaft im dritten Grad in der Seitenlinie (3 vermittelnde Geburten).
Die Kinder von Schwägern (Angeheirateten) werden allgemein ebenfalls als Neffen und Nichten bezeichnet.
Kindeskinder von Geschwistern der (Vor)Elternteile:
- Neffe, Nichte 2. Grades = Sohn, Tochter von Cousine oder Cousin = Enkelkind von Onkel oder Tante = Urenkel der Großeltern
- Neffe, Nichte 3. Grades = Kinder von Cousine oder Cousin 2. Grades = Urenkel von Großonkel oder Großtante = Ururenkel der Urgroßeltern

Die Kinder eines Cousins oder einer Cousine sind immer Neffen und Nichten eines zusätzlichen Grades: Der Sohn eines Cousins (1. Grades) ist ein Neffe 2. Grades, die Tochter eines Cousins 2. Grades eine Nichte 3. Grades, und so fort – wobei „Grad“ hierbei den Generationenabstand zum ursprünglichen Geschwisterpaar der Seitenlinien angibt, nicht ihren rechtlichen Verwandtschaftsgrad.
Nachkommen
Die Kinder von Neffen oder Nichten sind Großneffen und Großnichten (desselben Grades), deren Kinder Urgroßneffen und Urgroßnichten.
| Siehe auch: · Wiktionary: Neffe, Nichte – Großneffe, Großnichte – Urgroßneffe, Urgroßnichte – Bedeutungserklärungen, Wortherkunft, Synonyme |

## Onkel und Tante
Die Onkel und Tanten sind Geschwister der Elternteile:
- Onkel = Bruder der Mutter (früher Oheim) oder des Vaters
- Tante = Schwester der Mutter (früher Muhme) oder des Vaters
- veraltet: Halbonkel, Halbtante = Halbbruder, Halbschwester eines Elternteils
- Doppelonkel, Doppeltante = Onkel, Tante in Doppelverwandtschaft
  - Doppelonkel = Bruder eines Elternteils und zugleich Ehegatte eines Geschwisterkinds (i. d. R. Schwester) des anderen Elternteils
  - Doppeltante = Schwester eines Elternteils und zugleich Ehegattin eines Geschwisterkinds (i. d. R. Bruder) des anderen Elternteils

|                    |                    |                    |                    |                    |                    |  |  |                       |                       |                       |                       |                       |                       |  |  |        |        |        |        |                       |                       |                       |                       |                       |                       |       |       |       |       |  |  |                  |                  |                  |                  |                  |                  |  |  |                          |                          |                          |                          |                          |                          |
|                    |                    |                    |                    |                    |                    |  |  |                       |                       |                       |                       |                       |                       |  |  |        |        |        |        |                       |                       |                       |                       |                       |                       |       |       |       |       |  |  |                  |                  |                  |                  |                  |                  |  |  |                          |                          |                          |                          |                          |                          |
|                    |                    |                    |                    |                    |                    |  |  |                       |                       |                       |                       |                       |                       |  |  |        |        |        |        |                       |                       |                       |                       |                       |                       |       |       |       |       |  |  |                  |                  |                  |                  |                  |                  |  |  |                          |                          |                          |                          |                          |                          |
|                    |                    |                    |                    |                    |                    |  |  |                       |                       |                       |                       |                       |                       |  |  |        |        |        |        |                       |                       |                       |                       |                       |                       |       |       |       |       |  |  |                  |                  |                  |                  |                  |                  |  |  |                          |                          |                          |                          |                          |                          |
| Onkel Mutterbruder | Onkel Mutterbruder | Onkel Mutterbruder | Onkel Mutterbruder | Onkel Mutterbruder | Onkel Mutterbruder |  |  | Tante Mutterschwester | Tante Mutterschwester | Tante Mutterschwester | Tante Mutterschwester | Tante Mutterschwester | Tante Mutterschwester |  |  | Mutter | Mutter | Mutter | Mutter | Mutter                | Mutter                |                       |                       | Vater                 | Vater                 | Vater | Vater | Vater | Vater |  |  | Onkel oder Tante | Onkel oder Tante | Onkel oder Tante | Onkel oder Tante | Onkel oder Tante | Onkel oder Tante |  |  | Onkel/Tante 2. Grades    | Onkel/Tante 2. Grades    | Onkel/Tante 2. Grades    | Onkel/Tante 2. Grades    | Onkel/Tante 2. Grades    | Onkel/Tante 2. Grades    |
| Onkel Mutterbruder | Onkel Mutterbruder | Onkel Mutterbruder | Onkel Mutterbruder | Onkel Mutterbruder | Onkel Mutterbruder |  |  | Tante Mutterschwester | Tante Mutterschwester | Tante Mutterschwester | Tante Mutterschwester | Tante Mutterschwester | Tante Mutterschwester |  |  | Mutter | Mutter | Mutter | Mutter | Mutter                | Mutter                |                       |                       | Vater                 | Vater                 | Vater | Vater | Vater | Vater |  |  | Onkel oder Tante | Onkel oder Tante | Onkel oder Tante | Onkel oder Tante | Onkel oder Tante | Onkel oder Tante |  |  | Onkel/Tante 2. Grades    | Onkel/Tante 2. Grades    | Onkel/Tante 2. Grades    | Onkel/Tante 2. Grades    | Onkel/Tante 2. Grades    | Onkel/Tante 2. Grades    |
|                    |                    |                    |                    |                    |                    |  |  |                       |                       |                       |                       |                       |                       |  |  |        |        |        |        |                       |                       |                       |                       |                       |                       |       |       |       |       |  |  |                  |                  |                  |                  |                  |                  |  |  |                          |                          |                          |                          |                          |                          |
| Cousin/Cousine     | Cousin/Cousine     | Cousin/Cousine     | Cousin/Cousine     | Cousin/Cousine     | Cousin/Cousine     |  |  | Cousin/Cousine        | Cousin/Cousine        | Cousin/Cousine        | Cousin/Cousine        | Cousin/Cousine        | Cousin/Cousine        |  |  |        |        |        |        | Person (Ego, Proband) | Person (Ego, Proband) | Person (Ego, Proband) | Person (Ego, Proband) | Person (Ego, Proband) | Person (Ego, Proband) |       |       |       |       |  |  | Cousin/Cousine   | Cousin/Cousine   | Cousin/Cousine   | Cousin/Cousine   | Cousin/Cousine   | Cousin/Cousine   |  |  | Cousin/Cousine 2. Grades | Cousin/Cousine 2. Grades | Cousin/Cousine 2. Grades | Cousin/Cousine 2. Grades | Cousin/Cousine 2. Grades | Cousin/Cousine 2. Grades |

Herkunft: Bevor die Bezeichnungen Onkel und Tante aus dem Französischen in den deutschen Sprachraum kamen, wurden Bruder und Schwester des Vaters Vetter (ursprünglich: „Vatersbruder“) und Base (ursprünglich: „Vatersschwester“) genannt, später auch deren Kinder (siehe unten: Cousin und Cousine).
Rechtlich besteht zu Onkel und Tanten (1. Grades) eine Verwandtschaft im dritten Grad (3 vermittelnde Geburten). Sie stammen von gemeinsamen Großeltern ab. Im Unterschied zur geradlinigen Abstammung voneinander bilden Onkel und Tanten zusammen mit ihrer Nachkommenschaft Seitenlinien (eigenständige Familienzweige). Der genetische Verwandtschaftskoeffizient zu blutsverwandten Onkeln und Tanten (1. Grades) beträgt 0,25: rund 25 % ihrer Erbinformationen stimmen mit den eigenen überein (ebenso zu leiblichen Großeltern oder Halbgeschwistern, siehe dazu auch die Erbkrankheitsrisiken).
Umgangssprachlich werden auch die Ehegatten oder Lebenspartner von Geschwistern der Eltern Onkel und Tante genannt; diese sind aber rechtlich nur im dritten Grad verschwägert. Früher gab es für den Bruder der Mutter die eigene Bezeichnung als Oheim, Ohm oder Öhm, die auch für den Ehemann der Schwester der Mutter verwendet wurde. Die Schwester der Mutter war die Muhme, ebenso die Ehefrau des Bruders der Mutter.
Der Onkel mütterlicherseits (lateinisch avunculus „Muttersbruder“; deutsch Oheim) übernahm früher vielerorts die soziale Vaterschaft für die Kinder seiner Schwester; dieses so genannte Avunkulat findet sich weltweit noch bei vielen der über 150 Ethnien und indigenen Völker, die matrilinear, nach ihrer mutterseitigen Abstammung organisiert sind (siehe auch Avunkulokalität: ehelicher Wohnsitz beim Mutterbruder).
Kinder werden bisweilen dazu angeleitet, auch nichtverwandte Frauen und Männer wie Freunde der Eltern oder Nachbarn oder Erzieher Tante beziehungsweise Onkel zu nennen, meist in Verbindung mit ihrem Nachnamen, beispielsweise „Tante Schmitz“ oder „Onkel Meier“ (Nenntante, Nennonkel). Auch christliche Taufpaten (Patenonkel, Patentante) werden häufig als Onkel oder Tante angesprochen, unabhängig von einem möglichen tatsächlichen Verwandtschaftsgrad. Im alten katholischen Kirchenrecht bestand zwischen dem Täufling und seinen Taufpaten ein Eheverbot, das 1983 im Codex Iuris Canonici aufgehoben wurde.
Die Kinder von Onkeln oder Tanten sind Cousins und Cousinen (1. Grades), die Enkelkinder sind Neffen/Nichten 2. Grades (Kinder von Cousins oder Cousinen).
Eine weitere Generation zurück sind die Geschwister der Großeltern:
- Großonkel, Großtante = Bruder, Schwester von Großmutter oder Großvater = Onkel, Tante eines Elternteils
- Onkel, Tante 2. Grades = Sohn, Tochter von Großtante oder Großonkel

Die Kinder von Onkeln oder Tanten 2. Grades sind Cousins/Cousinen 2. Grades, deren Kinder Neffen/Nichten 3. Grades – wobei „Grad“ hierbei den Generationenabstand zum ursprünglichen Geschwisterpaar der Seitenlinien angibt, nicht ihren rechtlichen Verwandtschaftsgrad.
Eine Generation zuvor sind die Geschwister der Urgroßeltern:
- Urgroßonkel, Urgroßtante = Bruder, Schwester der Urgroßmutter oder des Urgroßvaters = Onkel, Tante eines Großelternteils
- Großonkel, Großtante 2. Grades = Kinder von Urgroßtante oder Urgroßonkel
- Onkel, Tante 3. Grades = Kinder von Großtante oder Großonkel 2. Grades

Die Kinder von Onkeln oder Tanten 3. Grades sind Cousins/Cousinen 3. Grades, deren Kinder Neffen/Nichten 4. Grades. Im Allgemeinen wird aber eine solch entfernte Verwandtschaft nicht näher unterschieden, sondern von einer „Ahnengemeinschaft“ gesprochen. In Großfamilien werden weiter entfernte Verwandte ganz allgemein als Cousins oder Cousinen bezeichnet, ohne Angabe eines Grades.
| Siehe auch: · Wiktionary: Onkel, Tante – Vatersbruder, Vatersschwester – Großonkel, Großtante – Urgroßonkel, Urgroßtante – Patenonkel, Patentante – Nenntante – Bedeutungserklärungen, Wortherkunft, Synonyme · Wikiquote: Onkel, Tante – Zitate |

## Cousin und Cousine
Die Cousins und Cousinen sind die Kinder von Onkeln oder Tanten:
- Cousin ([kuˈzɛŋ], [kuˈzɛ̃ː]) (auch deutsch Vetter) = Sohn von Tante oder Onkel = Sohn von Bruder oder Schwester eines Elternteils[22][24]
- Cousine ([kuˈziːnə]), früher[25] auch Kusine (auch deutsch Base) = Tochter von Tante oder Onkel = Tochter von Bruder oder Schwester eines Elternteils[23][26]
- Cousins, Cousinen 2. Grades = Kinder von Tante oder Onkel 2. Grades = Enkelkinder von Geschwistern der Großeltern (2 Generationen zurück), regional Nachgeschwisterkind, Geschwisterenkel (gemeinsame Vorfahren: Urgroßeltern), schweizerisch Cou-Cousin/-Cousine
- Cousins, Cousinen 3. Grades = Kinder von Tante oder Onkel 3. Grades = Urenkelkinder von Geschwistern der Urgroßeltern (3 Generationen zurück: von Ururgroßeltern)
- veraltet: Halbcousins, Halbcousinen = Kinder eines Halbonkels oder einer Halbtante
- Doppelcousins und Doppelcousinen haben vier gemeinsame Großeltern, z. B. wenn ihre Väter Brüder und zugleich ihre Mütter Schwestern sind.

|                        |                        |                        |                        |                        |                        |  |  |                        |                        |                        |                        |                        |                        |  |  |                       |                       |                       |                       |                       |                       |  |  |              |              |              |              |              |              |  |  |                        |                        |                        |                        |                        |                        |  |  |                        |                        |                        |                        |                        |                        |  |  |  |  |  |  |  |  |  |  |  |  |  |  |  |  |  |  |  |  |  |  |  |  |  |  |  |  |  |  |  |  |  |  |  |  |
|                        |                        |                        |                        |                        |                        |  |  |                        |                        |                        |                        |                        |                        |  |  |                       |                       |                       |                       |                       |                       |  |  |              |              |              |              |              |              |  |  |                        |                        |                        |                        |                        |                        |  |  |                        |                        |                        |                        |                        |                        |  |  |  |  |  |  |  |  |  |  |  |  |  |  |  |  |  |  |  |  |  |  |  |  |  |  |  |  |  |  |  |  |  |  |  |  |
| Onkel                  | Onkel                  | Onkel                  | Onkel                  | Onkel                  | Onkel                  |  |  | Tante                  | Tante                  | Tante                  | Tante                  | Tante                  | Tante                  |  |  | Mutter                | Mutter                | Mutter                | Mutter                | Mutter                | Mutter                |  |  | Vater        | Vater        | Vater        | Vater        | Vater        | Vater        |  |  | Onkel                  | Onkel                  | Onkel                  | Onkel                  | Onkel                  | Onkel                  |  |  | Tante                  | Tante                  | Tante                  | Tante                  | Tante                  | Tante                  |  |  |  |  |  |  |  |  |  |  |  |  |  |  |  |  |  |  |  |  |  |  |  |  |  |  |  |  |  |  |  |  |  |  |  |  |
| Onkel                  | Onkel                  | Onkel                  | Onkel                  | Onkel                  | Onkel                  |  |  | Tante                  | Tante                  | Tante                  | Tante                  | Tante                  | Tante                  |  |  | Mutter                | Mutter                | Mutter                | Mutter                | Mutter                | Mutter                |  |  | Vater        | Vater        | Vater        | Vater        | Vater        | Vater        |  |  | Onkel                  | Onkel                  | Onkel                  | Onkel                  | Onkel                  | Onkel                  |  |  | Tante                  | Tante                  | Tante                  | Tante                  | Tante                  | Tante                  |  |  |  |  |  |  |  |  |  |  |  |  |  |  |  |  |  |  |  |  |  |  |  |  |  |  |  |  |  |  |  |  |  |  |  |  |
|                        |                        |                        |                        |                        |                        |  |  |                        |                        |                        |                        |                        |                        |  |  |                       |                       |                       |                       |                       |                       |  |  |              |              |              |              |              |              |  |  |                        |                        |                        |                        |                        |                        |  |  |                        |                        |                        |                        |                        |                        |  |  |  |  |  |  |  |  |  |  |  |  |  |  |  |  |  |  |  |  |  |  |  |  |  |  |  |  |  |  |  |  |  |  |  |  |
|                        |                        |                        |                        |                        |                        |  |  |                        |                        |                        |                        |                        |                        |  |  |                       |                       |                       |                       |                       |                       |  |  |              |              |              |              |              |              |  |  |                        |                        |                        |                        |                        |                        |  |  |                        |                        |                        |                        |                        |                        |  |  |  |  |  |  |  |  |  |  |  |  |  |  |  |  |  |  |  |  |  |  |  |  |  |  |  |  |  |  |  |  |  |  |  |  |
| Cousins & Cousinen     | Cousins & Cousinen     | Cousins & Cousinen     | Cousins & Cousinen     | Cousins & Cousinen     | Cousins & Cousinen     |  |  | Cousins & Cousinen     | Cousins & Cousinen     | Cousins & Cousinen     | Cousins & Cousinen     | Cousins & Cousinen     | Cousins & Cousinen     |  |  | Person (Ego, Proband) | Person (Ego, Proband) | Person (Ego, Proband) | Person (Ego, Proband) | Person (Ego, Proband) | Person (Ego, Proband) |  |  | Geschwister  | Geschwister  | Geschwister  | Geschwister  | Geschwister  | Geschwister  |  |  | Cousins & Cousinen     | Cousins & Cousinen     | Cousins & Cousinen     | Cousins & Cousinen     | Cousins & Cousinen     | Cousins & Cousinen     |  |  | Cousins & Cousinen     | Cousins & Cousinen     | Cousins & Cousinen     | Cousins & Cousinen     | Cousins & Cousinen     | Cousins & Cousinen     |  |  |  |  |  |  |  |  |  |  |  |  |  |  |  |  |  |  |  |  |  |  |  |  |  |  |  |  |  |  |  |  |  |  |  |  |
| Cousins & Cousinen     | Cousins & Cousinen     | Cousins & Cousinen     | Cousins & Cousinen     | Cousins & Cousinen     | Cousins & Cousinen     |  |  | Cousins & Cousinen     | Cousins & Cousinen     | Cousins & Cousinen     | Cousins & Cousinen     | Cousins & Cousinen     | Cousins & Cousinen     |  |  | Person (Ego, Proband) | Person (Ego, Proband) | Person (Ego, Proband) | Person (Ego, Proband) | Person (Ego, Proband) | Person (Ego, Proband) |  |  | Geschwister  | Geschwister  | Geschwister  | Geschwister  | Geschwister  | Geschwister  |  |  | Cousins & Cousinen     | Cousins & Cousinen     | Cousins & Cousinen     | Cousins & Cousinen     | Cousins & Cousinen     | Cousins & Cousinen     |  |  | Cousins & Cousinen     | Cousins & Cousinen     | Cousins & Cousinen     | Cousins & Cousinen     | Cousins & Cousinen     | Cousins & Cousinen     |  |  |  |  |  |  |  |  |  |  |  |  |  |  |  |  |  |  |  |  |  |  |  |  |  |  |  |  |  |  |  |  |  |  |  |  |
| Neffe/Nichte 2. Grades | Neffe/Nichte 2. Grades | Neffe/Nichte 2. Grades | Neffe/Nichte 2. Grades | Neffe/Nichte 2. Grades | Neffe/Nichte 2. Grades |  |  | Neffe/Nichte 2. Grades | Neffe/Nichte 2. Grades | Neffe/Nichte 2. Grades | Neffe/Nichte 2. Grades | Neffe/Nichte 2. Grades | Neffe/Nichte 2. Grades |  |  | Sohn/Tochter          | Sohn/Tochter          | Sohn/Tochter          | Sohn/Tochter          | Sohn/Tochter          | Sohn/Tochter          |  |  | Neffe/Nichte | Neffe/Nichte | Neffe/Nichte | Neffe/Nichte | Neffe/Nichte | Neffe/Nichte |  |  | Neffe/Nichte 2. Grades | Neffe/Nichte 2. Grades | Neffe/Nichte 2. Grades | Neffe/Nichte 2. Grades | Neffe/Nichte 2. Grades | Neffe/Nichte 2. Grades |  |  | Neffe/Nichte 2. Grades | Neffe/Nichte 2. Grades | Neffe/Nichte 2. Grades | Neffe/Nichte 2. Grades | Neffe/Nichte 2. Grades | Neffe/Nichte 2. Grades |  |  |  |  |  |  |  |  |  |  |  |  |  |  |  |  |  |  |  |  |  |  |  |  |  |  |  |  |  |  |  |  |  |  |  |  |

Herkunft: Das Wort cousin stammt aus dem Französischen, von lateinisch consobrinus „zur Schwester gehörig, Geschwisterkind“ (ursprünglich nur mütterlicherseits), von soror „Schwester“. Die Mehrzahl Cousins gilt nur für Männer und schließt keine Cousinen ein, kann also nicht als generisches Maskulinum gebraucht werden. Der Ausdruck Cousinage bedeutet allgemein eine „Scherzverwandtschaft“ oder Spottbeziehung (englisch joking relationship).
Alle Personen, die zueinander Cousins oder Cousinen sind (auch entfernte), leben in derselben Generation, können also nicht geradlinig miteinander verwandt sein. Sie sind Nachkommen unterschiedlicher Seitenlinien über ein Geschwisterteil eines (Vor-)Elternteils, in eigenständigen Familienzweigen.
Cousins und Cousinen (1. Grades) stammen von einer gemeinsamen Großmutter und/oder einem Großvater ab, oder wurden entsprechend adoptiert. Da dieser Punkt der gemeinsamen Abstammung eine Generation vor den Eltern liegt, werden sie genauer als Cousins/Cousinen „1. Grades“ bezeichnet. Nach dieser Grad-Berechnung könnten eigene Geschwister als „Cousins/Cousinen 0. Grades“ bezeichnet werden. Dieser Seitenlinien-Grad unterscheidet sich vom rechtlichen Verwandtschaftsgrad, der nach der Zahl der „vermittelnden Geburten“ berechnet wird: Zu Cousins oder Cousinen 1. Grades besteht eine rechtliche Verwandtschaft im vierten Grad (4 vermittelnde Geburten). Es wird dabei nicht unterschieden, ob sie über eine mutter- oder vaterseitige Seitenlinie verwandt sind, sie können Kinder von Geschwistern der Mutter oder des Vaters sein.
Der genetische Verwandtschaftskoeffizient zu blutsverwandten Cousins/Cousinen (1. Grades) beträgt 0,125: rund 12,5 % ihrer Erbinformationen sind durch Abstammung identisch, und zu Cousins und Cousinen 2. Grades 3,125 % (siehe dazu auch Erbkrankheitsrisiken).
Sexuelle Beziehungen und Heiraten zwischen Cousin und Cousine sind im Zivilrecht der meisten Länder erlaubt (Ausnahmen: einige US-Bundesstaaten, mehrere Balkanstaaten, Korea, Philippinen). Bei vielen Ethnien und indigenen Völkern wird die Ehe zwischen Cousin und Cousine sogar bevorzugt (Beispiel Kreuzcousinenheirat), in der arabischen Welt und darüber hinaus im islamischen Kulturraum ist die bint ʿamm begehrt, die Tochter des Vaterbruders. In der katholischen Kirche stellt die Verwandtschaft zwischen Cousin und Cousine 1. Grades ein Ehehindernis dar, von dem aber befreit werden kann (Dispens).
Nachkommen
Die Kinder von Cousinen und Cousins sind Neffen und Nichten eines zusätzlichen Grades: Der Sohn einer Cousine (1. Grades) ist ein Neffe 2. Grades, die Tochter eines Cousins 2. Grades ist eine Nichte 3. Grades, und so fort. Kinder von eigenen Geschwistern sind eigentlich „Neffen/Nichten 1. Grades“.
Großcousins und Großcousinen
Großcousin und Großcousine werden einheitlich als Cousin und Cousine zweiten Grades bezeichnet. Cousin und Cousine dritten Grades werden als Urgroßcousin und Urgroßcousine bezeichnet, höhere Grade werden durch die weitere Anfügung der Vorsilbe „Ur-“ dargestellt.

### Cousins und Cousinenn.Grades
Mit zunehmendem Generationen-Abstand zu(m) gemeinsamen Vorfahren wird die Gradangabe bei Cousins und Cousinen meist nicht verwendet, sondern verallgemeinernd von einer „Ahnengemeinschaft“ gesprochen. So sind Cousins/Cousinen 10. Grades durch zwei Ahnen-Geschwister verbunden, die von beiden aus gesehen zehn Generationen früher lebten, und deren Eltern vor elf Generationen (Urururururururur-Urgroßeltern). Die Angabe des Grades bei Cousins/Cousinen ist zwar relativ üblich, aber selten ist die richtige Berechnungsweise bekannt. Die folgenden Grad-Angaben bezüglich der Seitenlinie unterscheiden sich von den entsprechenden rechtlichen Verwandtschaftsgraden:
| Personen zueinander (Probanden) | Personen zueinander (Probanden)  | Elternteile                  | Letzte gemeinsame Vorfahren | Gene- ration | Rechtlicher Verwandtschaftsgrad |
| ------------------------------- | -------------------------------- | ---------------------------- | --------------------------- | ------------ | ------------------------------- |
| Geschwister                     | Geschwister                      | Eltern                       | Eltern                      | 0            | im zweiten Grad                 |
| Cousins/Cousinen (1. Grades)    | Cousins/Cousinen (1. Grades)     | Onkel oder Tante (1. Grades) | Großeltern                  | 1            | im vierten Grad                 |
| Cousins/Cousinen 2. Grades      | Großcousin/Großcousine           | Onkel oder Tante 2. Grades   | Urgroßeltern                | 2            | im sechsten Grad                |
| Cousins/Cousinen 3. Grades      | Urgroßcousin/Urgroßcousine       | Onkel oder Tante 3. Grades   | Ururgroßeltern              | 3            | im achten Grad                  |
| Cousins/Cousinen n. Grades      | Ur(n)großcousin/Ur(n)großcousine | Onkel oder Tante n. Grades   | Ur(n−1)großeltern           | n            | im 2 × (n+1). Grad              |

Eine Cousine zweiten Grades (Vorfahren: 2 Generationen zurück) ist die Tochter von Tante oder Onkel zweiten Grades (Cousine oder Cousin eines Elternteils), also die Enkelin von Großtante oder Großonkel (einem Geschwisterteil der Großeltern); gemeinsame Vorfahren waren die Urgroßeltern. Cousins/Cousinen zweiten Grades wurden regional auch Nachgeschwisterkind, Geschwisterenkel oder Andergeschwisterkind genannt, fälschlich Kleincousin(e).
Mit einem Cousin dritten Grades hat die Person (Ego) eine gemeinsame Ururgroßmutter, die zwei Kinder hatte, deren Kinder wiederum zueinander Cousins/Cousinen sind; die Kinder dieser Cousins/Cousinen sind zueinander Cousins/Cousinen zweiten. Grades, und deren Kinder zueinander Cousins/Cousinen dritten. Grades. Gezählt werden immer die Vorfahrengenerationen.

### Vetter und Base
Bevor sich die französischen Bezeichnungen Cousin und Cousine im deutschen Sprachraum verbreiteten, wurden die Söhne von Tanten oder Onkeln Vettern genannt (ursprünglich: „Vatersbruder“), die Töchter Basen (ursprünglich: „Vatersschwester“). Diese Bezeichnungen werden regional auch für entferntere Verwandte verwendet, sind aber in dieser Bedeutung veraltet.
Herkunft: Die Bezeichnung Vetter stammt über mittelhochdeutsch vetere („Vatersbruder, Bruderssohn“) von althochdeutsch fetiro/fatirro („Vatersbruder, Oheim“) und ist verwandt mit lateinisch patruus und altgriechisch patros („Vatersbruder“). In deutschen Mundarten ist (unter Einfluss der Wörter Gevatter und Pfetter) mit Vetter gelegentlich der „Pate“ gemeint (christliche Patenschaft).
Der Sprachforscher Heinrich Tischner erklärt 2011:

„Ursprünglich unterschied man […] Vetter und Base, die Geschwister des Vaters. […] Entsprechend kommt Vetter von Vater. Base, eigentlich Wase hatte die Grundbedeutung ‚junger Mensch, Diener, Krieger‘ (daher Vasall ‚Gefolgsmann‘), sodann auch ‚älterer Verwandter‘ und ‚Boss‘. Die Base ist die Frau vom Boss.

Die Bedeutung ‚junger Mensch‘ lässt sich noch im älteren Sprachgebrauch erkennen, wo Base die ‚Cousine‘ war und Vetter der ‚Cousin‘. […] Die beiden Fremdwörter ersparen uns die Verlegenheit, zwischen kleinen und großen Vettern und Basen unterscheiden zu müssen.“

Mit Vetter aus Dingsda ist im übertragenen Sinne irgendein entfernter Verwandter gemeint, der irgendwo wohnt; dieses Sprachbild wurde in den 1920er-Jahren durch die gleichnamige Operette von Eduard Künneke bekannt. Von einer Vetternwirtschaft oder weiblich Cousinenwirtschaft wird gesprochen, wenn sich Familienmitglieder oder Verwandte gegenseitig übermäßige Vorteile beschaffen, beispielsweise durch das Zuschieben von Aufträgen oder „Pöstchen“. Der Namensvetter oder die Namensschwester einer Person oder Sache hat den gleichen Namen(sbestandteil) wie eine andere, ohne dass dieser Gleichheit eine Verwandtschaft zugrunde liegt.
| Siehe auch: · Commons: Cousins und Cousinen (cousins) – Bilder und Mediendateien · Wiktionary: Cousin, Cousine (Vetter, Base) – Bedeutungserklärungen, Wortherkunft, Synonyme |

## Ehe- und Lebenspartner
Ehegatte bezeichnet die geheiratete Person. Die Eheschließung begründet keinerlei Verwandtschaft oder Schwägerschaft zwischen den Ehegatten, aber eine Schwägerschaft zwischen ihren beiden Familien (siehe unten: Schwieger-).
Lebenspartner oder Lebenspartnerin bezeichnet in der Rechtssprache diejenige gleichgeschlechtliche Person, mit der eine „eingetragene Partnerschaft“ geschlossen wurde (Österreich und Schweiz: eingetragener Partner). Diese „Verpartnerung“ bildet ein eigenes gesetzlich verankertes Institut neben dem der Ehe. Auch sie begründet keinerlei Verwandtschaft oder Schwägerschaft zwischen den Lebenspartnern, aber eine Schwägerschaft zwischen ihren beiden Familien (siehe unten: Schwieger-). In Deutschland und der Schweiz können seit Einführung der gleichgeschlechtliche Ehe keine eingetragenen (Lebens-)Partnerschaften geschlossen werden; dagegen können in Österreich gleich- und verschiedengeschlechtliche Paare zwischen Ehe und eingetragener Partnerschaft wählen.
Nicht eingetragene Lebenspartner, die in eheähnlicher Gemeinschaft leben („wilde Ehe“), werden rechtlich als Lebensgefährten bezeichnet; zwischen ihren Familien besteht keine Schwägerschaft.

## Wortbildungen
Alle oben aufgeführten Verwandtschaftsbezeichnungen werden mit den folgenden Vorsilben oder Wortteilen kombiniert, um ein genaueres oder zusätzliches Verwandtschaftsverhältnis zu benennen, so könnte es beispielsweise einen Adoptiv-halb-ur-groß-onkel geben.

### Groß-

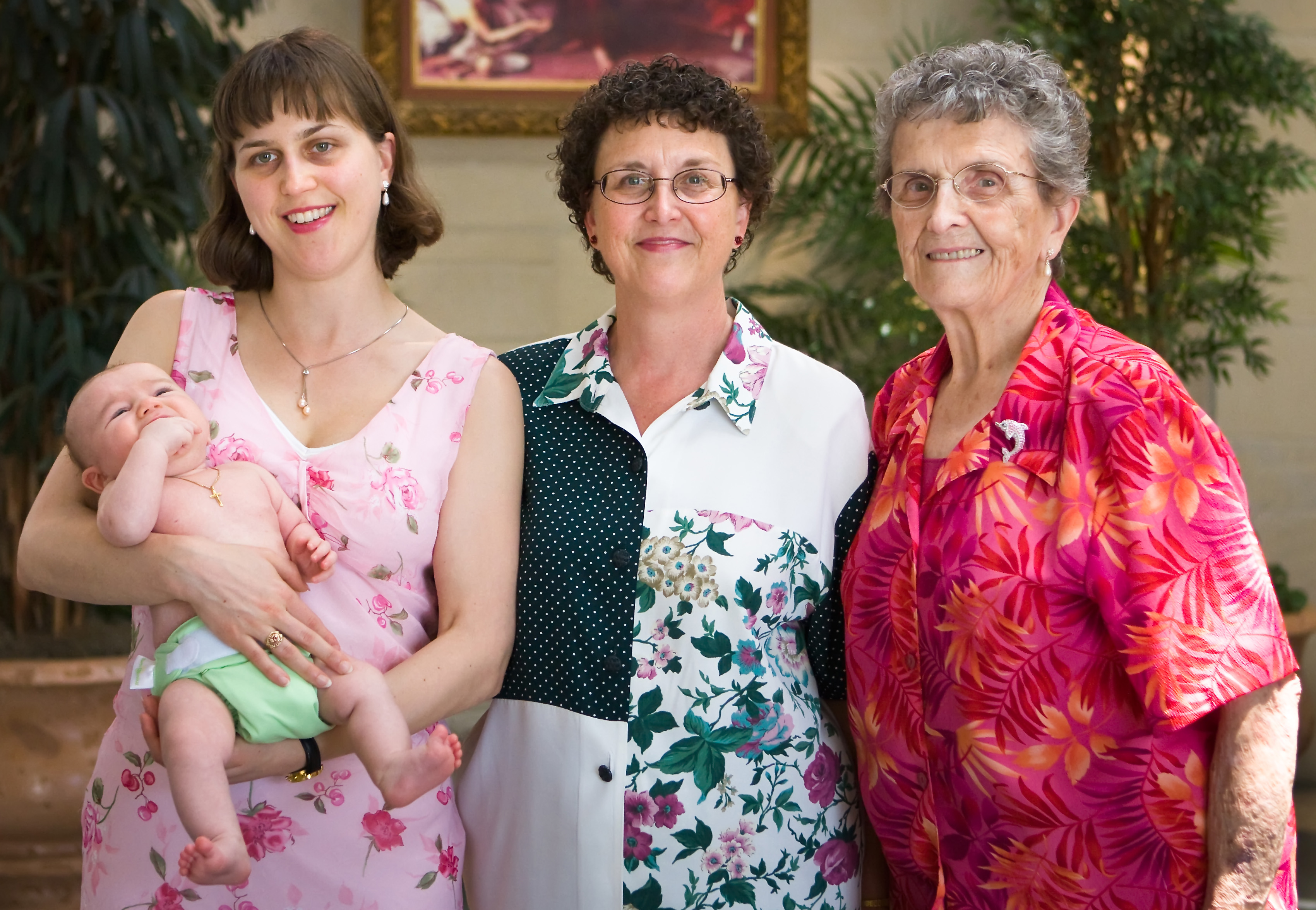
Vier Generationen (USA 2008): Mutter mit Baby, ihrer Mutter (Großmutter) sowie deren Mutter (Urgroßmutter)

Die Vorsilbe Groß- bezeichnet in der Regel eine Verwandtschaft im Abstand von 2 Generationen:
- Großeltern: Großmutter, Großvater = Eltern eines Elternteils (siehe auch Mutters Mutter als Evolutionsvorteil)
- Großonkel, Großtante = Geschwister eines Großelternteils = Onkel, Tante eines Elternteils
- Großneffe, Großnichte = Sohn, Tochter eines Neffen oder einer Nichte = Enkelkind von Bruder oder Schwester
- Großneffe, Großnichte 2. Grades = Kinder von Neffen oder Nichten 2. Grades = Enkelkinder von Cousine oder Cousin 1. Grades
- Großkind = regional: ein Enkelkind (Großsohn, Großtochter)

Großneffen und -nichten haben denselben Verwandtschaftsgrad wie ihre Eltern: Eine Großnichte 3. Grades ist die Tochter von Neffe oder Nichte 3. Grades.
Großcousin und Großcousine sind keine offiziellen Verwandtschaftsbezeichnungen, werden nicht einheitlich benutzt.

### Ur-

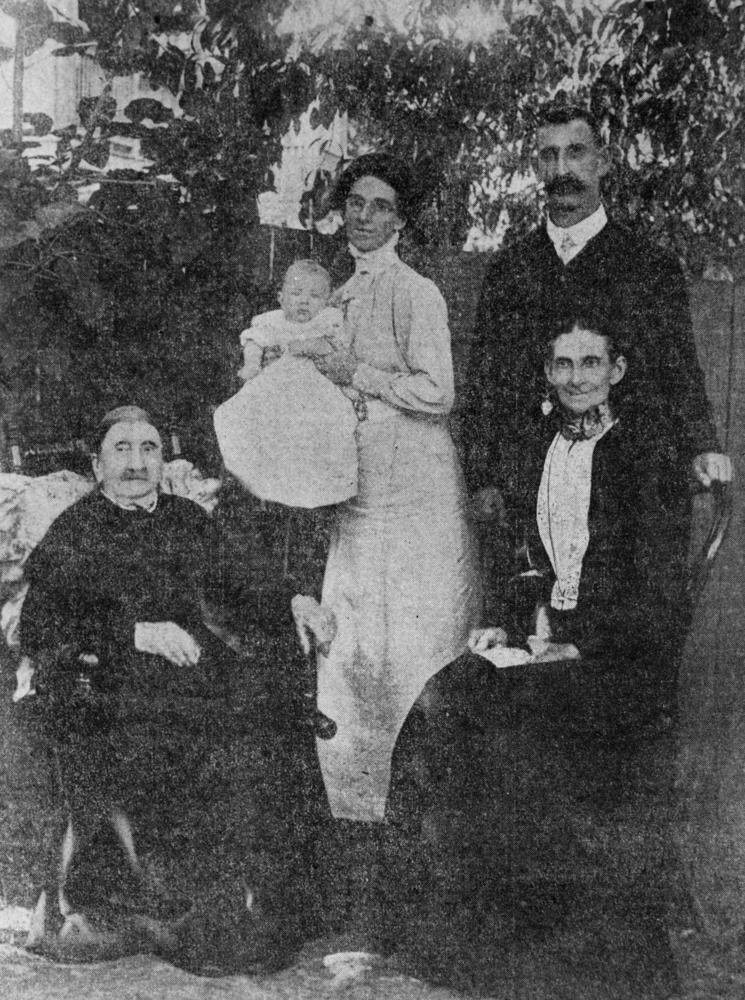
Fünf Generationen der australischen Familie Crouch (1912): Urgroßmutter (64), Kind mit Mutter, Großvater (45) und Ururgroßmutter (93); letztere hatte zu Lebzeiten bereits fast 200 Nachkommen.

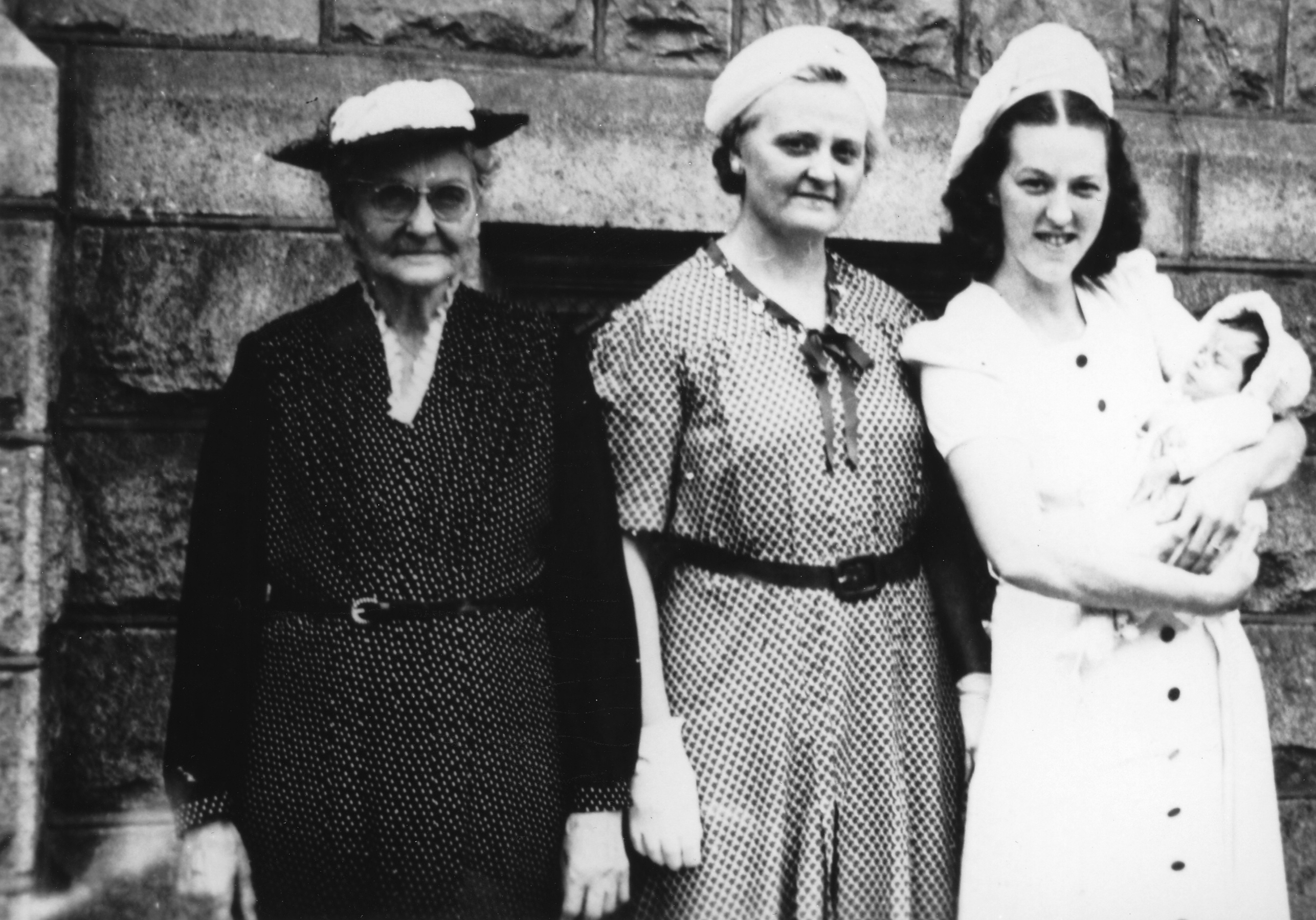
Vier Generationen einer Familie (USA 1946): Urgroßmutter, Großmutter, Mutter mit Baby

Die Vorsilbe Ur- („am Anfang, ursprünglich“) wird noch vor die Vorsilbe Groß- gesetzt, auch mehrfach, um jeweils eine weitere Generation zurück zu rechnen (aufsteigend):
- Urgroßeltern: Urgroßmutter, Urgroßvater = Eltern einer Großmutter oder eines Großvaters
- Urgroßonkel, Urgroßtante = Bruder, Schwester der Urgroßmutter oder des Urgroßvaters = Onkel, Tante eines Großelternteils
- Ururgroßeltern: Ururgroßmutter, Ururgroßvater = Eltern eines Urgroßelternteils
- Ururgroßonkel, Ururgroßtante = Geschwister der Ururgroßeltern
- Ururur…großeltern, und so weiter in aufsteigender Linie (siehe dazu Generationsbezeichnungen)
- Urahn(e), Urahnin = beliebiger Vorfahre der Großeltern – auch ein Stammvater (Ahnherr, Gründer) oder eine Stammmutter (Ahnherrin, Ahnfrau)

Normalerweise können sich Personen im europäischen Kulturraum an bis zu vier Vorfahren-Generationen mütter- und väterlicherseits erinnern, aber selten an alle Geschwister dieser Vorfahren mit ihrer Nachkommenschaft in den Seitenlinien. Im Unterschied dazu können Angehörige einer Kultur mit einliniger Abstammungsregel vom Vater oder von der Mutter meist 10 und mehr Vorgenerationen ihrer Linie lückenlos aufzählen (siehe auch Lineage/Abstammungsgruppe).
Ur- wird auch vor Nachkommen-Generationen gesetzt, um nach vorne zu rechnen und die Kinder von Enkelkindern sowie von Großneffen und -nichten zu bezeichnen (absteigend):
- Urenkel, Urenkelin = Sohn, Tochter eines Enkelkindes
- Ururenkel, Ururenkelin = Kinder von Urenkelkindern = Enkelkinder eines Enkelkindes
- Urururenkel, Urururenkelin = Kinder von Ururenkeln (5. Nachkommen-Generation)
- Urgroßneffe, Urgroßnichte = Sohn, Tochter eines Enkelkindes von Bruder oder Schwester = Urenkelkinder der eigenen Geschwister
- Urgroßneffe, Urgroßnichte 2. Grades = Kinder eines Enkelkindes von Cousin oder Cousine = Urenkelkinder von Cousine oder Cousin (1. Grades)
- Ururgroßneffe, Ururgroßnichte = Kinder eines Urenkelkindes von Bruder oder Schwester = Ururenkel der eigenen Geschwister
- Ururgroßneffe, Ururgroßnichte 2. Grades = Kinder eines Urenkelkindes von Cousin oder Cousine = Ururenkel von Cousine oder Cousin (1. Grades)

Die absteigenden Bezeichnungen werden fortgesetzt, um rückwirkende Verwandtschaftsbeziehungen anzugeben, so kann eine Person die Ururururgroßnichte eines Vorfahren sein. Das Guinness-Buch der Rekorde verzeichnet 7 lebende Generationen einer geraden Linie. 6 gleichzeitig in einer Familie lebende Generationen wurden 2013 nachgewiesen, als eine 86-jährige Kanadierin die Geburt ihres leiblichen Urururenkels erlebte (als Urururgroßmutter).

### Enkel-
→ Zu „Enkel“ als Familienname siehe Enkel (Begriffsklärung).
Der Wortteil Enkel- bezeichnete ursprünglich eine Verwandtschaftsbeziehung, die von den Kindern einer Person ausgeht:
- Enkel, Enkelkind = Kindeskind, das Kind eines eigenen Kindes (regional Großkind, Schweizerisch Grosskind)
  - Enkel, Enkelsohn = Sohn eines Kindes (veraltet Großsohn)[35][36]
  - Enkelin, Enkeltochter = Tochter eines Kindes (veraltet Großtochter)[35][36]
- Urenkel, Urenkelin, Großenkel, Großenkelin[37] = Sohn, Tochter eines Enkelkindes = Enkelkinder der eigenen Kinder
- Ururenkel, Ururenkelin = Kinder eines Urenkelkindes = Enkelkinder eines Enkelkindes = Urenkelkinder der eigenen Kinder
- Urururenkel, Urururenkelin = Kinder eines Ururenkelkindes = Enkelkinder eines Urenkelkindes (2013 von einer 86-jährigen Frau erlebt)[15]
- Ururururenkel, Ururururenkelin (7. Generation, belegtes Maximum),[16] und so weiter in absteigender Folge

Herkunft: Das Wort Enkel entstammt dem althochdeutschen eninchili „kleiner Ahne“. In dieser Bedeutung klingt ein früher Glaube an die mögliche Wiedergeburt (Seelenwanderung: Reinkarnation) von verstorbenen Vorfahren innerhalb der eigenen Familie oder Sippe nach, begünstigt auch durch gelegentliche Ähnlichkeiten des Neugeborenen mit einer Ahnperson. Dahingehende Vorstellungen finden sich heute noch bei vielen Ethnien und indigenen Völkern weltweit.
Das Wort oder die Endung -enkel kann als generische Maskulinform gebraucht werden, um die entsprechenden Nachkommen geschlechterübergreifend zu meinen: alle meine Enkel (entspricht Enkelkinder).

### Halb-
Die Vorsilbe Halb- bezeichnet eine Verwandtschaftsbeziehung, die nur über einen Vorfahren der ältesten enthaltenen Generation läuft anstatt über beide. Gebräuchlich ist diese Vorsilbe allerdings nur bei direkten Geschwistern (halbbürtig) und wird benutzt, wenn diese Besonderheit der Beziehung hervorgehoben werden soll:
- Halbgeschwister: Halbschwester, Halbbruder = Kind von Mutter oder Vater mit anderem Partner
- veraltet: Halbonkel, Halbtante = Halbbruder, Halbschwester eines Elternteils
- veraltet: Halbcousin, Halbcousine = Sohn, Tochter eines Halbonkels oder einer Halbtante

Um ihre biologische Verwandtschaft von vollbürtigen Geschwistern zu unterscheiden, werden Halbgeschwister als halbbürtige Geschwister bezeichnet (rechtlich falsch nennt der Duden sie Stiefgeschwister, obwohl sie verwandt und nicht verschwägert sind). Rechtlich besteht zu Halbgeschwistern eine Verwandtschaft im zweiten Grad in der Seitenlinie (zwei vermittelnde Geburten), gleich zu vollbürtigen Geschwistern.
In Deutschland besteht auch zwischen halbbürtigen Geschwistern ein Verbot der Heirat oder Lebenspartnerschaft und des Beischlafs (siehe Inzestverbote in Deutschland) – im Unterschied zu Stiefgeschwistern, da diese keinen gemeinsamen biologischen Elternteil haben.

### Adoptiv-, Wahl-
Der Wortteil Adoptiv- (aus dem altrömischen Recht adoptio) oder österreichisch Wahl- bezeichnet eine durch „Annahme an Kindes statt“ begründete rechtliche Verwandtschaft:
- Adoptivkind: Adoptivsohn, Adoptivtochter = an Kindes statt angenommene Person (Amtssprache in Österreich: Wahlkind)
- Adoptiveltern: Adoptivvater, Adoptivmutter = die rechtlichen Eltern oder ein rechtlicher Elternteil der adoptierten Person (Amtssprache in Österreich: Wahleltern)
- Adoptivbruder, Adoptivschwester = leiblichen Geschwistern gleichgestellt

In der Regel nimmt eine Person als Adoptivkind eine biologisch nicht mit ihr verwandte andere Person an (minder- oder volljährig). Häufiges Beispiel ist die Adoption eines Stiefkindes, bei der ein Ehe- oder Lebenspartner die rechtliche Elternschaft für das Kind des anderen Partners mit übernimmt. In Deutschland darf ein Lebenspartner (im Sinne des Lebenspartnerschaftsgesetzes) allerdings nicht ein Adoptivkind seines Partners als sein Stiefkind adoptieren, auch darf er sich nicht an einer Adoption beteiligen (weil er gleichgeschlechtlich ist, siehe Adoption durch Lebenspartner).
Es können auch blutsverwandte Personen adoptiert werden. Adoptivkinder, die mit ihrer Adoptivfamilie nicht blutsverwandt sind, gelten rechtlich als mit dieser (ganzen) Familie verwandt; sie sind leiblichen Kindern gleichgestellt. Insbesondere gilt eine erbrechtliche Verwandtschaft mit allen Verwandten der Adoptiveltern.
Durch die Adoption einer minderjährigen Person wird die rechtliche Elternschaft der bisherigen rechtlichen Eltern eines Adoptivkindes aufgehoben, sie erlischt; allerdings bleibt das Verbot der Ehe oder Lebenspartnerschaft zwischen ihnen bestehen (ebenso zu den ursprünglichen Geschwistern). Die Adoptivfamilie nimmt rechtlich den Platz der Herkunftsfamilie ein, die Adoptiveltern werden nicht als Stiefeltern und adoptierte Kinder nicht als Stiefkinder bezeichnet. Spricht ein Adoptivkind von seiner (leiblichen) „Mutter“, ist dies zwar biologisch richtig, aber rechtlich falsch: Diese Verwandtschaft gilt als erloschen. Für die Adoption von Volljährigen oder von nahen Blutsverwandten gelten teils abweichende Regeln. Familien, die in den Deutschen Adelsverbänden organisiert sind, unterscheiden traditionell streng zwischen leiblichen und adoptierten Familienangehörigen.
Wenn statt einer Adoption nur ein dauerhaftes Pflegeverhältnis besteht (Form der stationären Jugendhilfe oder Jugendwohlfahrt), wird die Bezeichnung Pflege- verwendet:
- Pflegekind: Pflegesohn, Pflegetochter = minderjähriges Kind, das vorübergehend oder dauerhaft in einer anderen Familie lebt und betreut wird (veraltet Ziehsohn, Ziehtochter)
- Pflegeeltern: Pflegemutter, Pflegevater = volljährige Personen, die vorübergehend oder dauerhaft Kinder anderer Eltern aufnehmen (im Unterschied zu den Herkunftseltern)

Eine freiwillig eingegangene verwandtschaftsähnliche Beziehung ohne biologische oder rechtliche Grundlage wird umgangssprachlich Nenn- oder Wahlverwandtschaft genannt:
- Nenntante, Nennonkel = ältere Bezugspersonen, oft aus dem Freundes- oder Bekanntenkreis der Eltern
- Wahleltern, Wahlgroßeltern = Bezugspersonen aus benachbarten oder eng befreundeten Familien (andere Verwendung in Österreich)

### Schwieger-
Der Wortteil Schwieger- bezeichnet Verwandte des Ehepartners oder Lebenspartners einer Person sowie die Partner ihrer Geschwister und Kinder; diese sind nicht ihre biologischen oder rechtlichen Verwandte (Ausnahme: Verwandtenheiraten), sondern angeheiratete, so genannte affine Verwandte (lateinisch affinitas: Schwägerschaft):
- Schwager = Bruder des eigenen Partners – auch der Ehemann der eigenen Schwester oder der Lebenspartner des eigenen Bruders
- Schwägerin = Schwester des eigenen Partners – auch die Ehefrau des eigenen Bruders oder die Lebenspartnerin der eigenen Schwester
- Schwagersbruder, Schwagersschwester = Geschwister von Schwägern und Schwägerinnen
- Schwiegereltern: Schwiegermutter, Schwiegervater = Eltern, Mutter und Vater des eigenen Ehe- oder Lebenspartners
  - Gegenschwieger(eltern) = Eltern eines Schwiegerkindes = Schwiegereltern des eigenen Kindes
  - Gegenschwager, veraltet Gegenschwäher = die beiderseitigen Schwiegerväter = die beiden Väter eines Ehepaares zueinander
  - Schwiegeronkel, Schwiegertante = Onkel, Tante eines Ehe- oder Lebenspartners = Bruder, Schwester der Schwiegereltern
- Schwiegerkind = Ehe- oder Lebenspartner eines eigenen Kindes:
  - Schwiegersohn = Ehemann der Tochter (veraltet Eidam, Tochtermann),[38] oder eingetragener Lebenspartner des Sohnes
  - Schwiegertochter = Ehefrau des Sohnes (veraltet Schnur, Söhnerin),[39] oder eingetragene Lebenspartnerin der Tochter
- Schwiegerenkelkind = Ehe- oder Lebenspartner eines Enkelkindes
- Schwippschwager, Schwippschwägerin, österreichisch Schwiegerschwager, Schwiegerschwägerin = die Geschwister beider Ehe- oder Lebenspartner zueinander (eine Schwippschwägerschaft) = im weiteren Sinne auch andere entfernte Schwägerschaften

Schwägerschaftsverhältnisse enden nicht, wie häufig angenommen, durch eine Scheidung – einen „Ex-Schwager“ gibt es nicht, Schwägerschaft besteht grundsätzlich lebenslang (außer wenn eine Ehe für nichtig erklärt wird). Bei einer weiteren Heirat kommen neue Schwägerschaften hinzu. In verschiedenen Kulturen ist es üblich, nach dem Tod des Ehepartners dessen Geschwisterteil zu heiraten: Bei der Schwagerehe (Levirat) heiratet der Bruder eines (kinderlos) Verstorbenen dessen Witwe, bei der Schwägerinheirat (Sororat) ein Witwer die Schwester seiner (kinderlos) verstorbenen Ehefrau.
Die Kinder von Schwägern werden ebenfalls als Neffen und Nichten bezeichnet. Umgangssprachlich wird ein Kind von Schwiegertochter/-sohn mit einem anderen Partner als Stiefenkelkind bezeichnet.

### Stief-
Die Vorsilbe Stief- (althochdeutsch stiof- „hinterblieben, verwaist“) bezeichnet Angehörige, mit denen eine Person nicht biologisch oder rechtlich verwandt ist; zu ihnen besteht durch eine Ehe oder Lebenspartnerschaft eine Schwägerschaft, sie sind „eingeheiratet“:
- Stieffamilie, Patchworkfamilie = Kleinfamilie mit mindestens einem Kind aus einer früheren/anderen Beziehung eines der Ehe- oder Lebenspartner
- Stiefmutter, Stiefvater = neuer Ehe- oder Lebenspartner eines Elternteils
- Stiefeltern = nur Pluralform von Stiefelternteil – sind beide Elternteile nicht die Herkunftseltern, heißen sie Adoptiveltern oder Pflegeeltern
- Stiefgeschwister: Stiefbruder, Stiefschwester = Kind des (neuen) Ehe- oder Lebenspartners eines Elternteils mit einem anderen/früheren Partner
- Stiefkind: Stieftochter, Stiefsohn = Kind des eigenen Ehe- oder Lebenspartners mit einem früheren/anderen Partner
- Stiefenkelkind = Kind eines Stiefkindes, Enkelkind nur des Ehe- oder Lebenspartners (laut Erbrecht und Deutscher Rentenversicherung)[40] – umgangssprachlich: das Stiefkind eines eigenen Kindes (Kind von Schwiegertochter oder Schwiegersohn)
- Stiefgroßmutter, Stiefgroßvater = neuer/späterer Ehe- oder Lebenspartner eines Großelternteils

Stiefelternverhältnisse können auch für nichteheliche Kinder entstehen. Ein neuer Ehe- oder Lebenspartner kann durch eine Stiefkindadoption die rechtliche Elternschaft für ein Kind des anderen Partners mitübernehmen und so zu dessen Mutter oder Vater werden; Adoptiveltern werden (rechtlich) nicht als Stiefeltern und Adoptivkinder nicht als Stiefkinder bezeichnet. Stiefgeschwister einer Person sind keine Halbgeschwister, da sie nicht mit ihr verwandt sind, nur verschwägert (der Duden nennt sie fälschlich so); zwischen Stiefgeschwistern besteht deshalb kein Verbot der Heirat oder Lebenspartnerschaft oder des Beischlafs.

## Gerade Linie – Seitenlinie
Die Linie einer Verwandtschaft zwischen zwei Personen kann geradlinig sein (vergleiche die biologische Abstammungslinie), oder indirekt vermittelt über eine Geschwisterschaft:
- gerade Linie = direkt, linear = eine Person stammt ab von der anderen (gilt auch für Adoptierte oder Anerkannte), also Kind eines Elternteils, oder Enkelkind eines Großelternteils, oder Urenkelkind eines Urgroßelternteils, und so fort
- Seitenlinie = indirekt, kollateral = sämtliche Brüder und Schwestern, eigene wie auch Geschwister von Voreltern (auch adoptierte oder anerkannte), zusammen mit allen ihren jeweiligen Nachkommen

Das bundesdeutsche Bürgerliche Gesetzbuch (BGB) legt im § 1589 Verwandtschaft fest:

„Personen, deren eine von der anderen abstammt, sind in gerader Linie verwandt. Personen, die nicht in gerader Linie verwandt sind, aber von derselben dritten Person abstammen, sind in der Seitenlinie verwandt. Der Grad der Verwandtschaft bestimmt sich nach der Zahl der sie vermittelnden Geburten.“

In der Seitenlinie verwandt sind Bruder und Schwester, da sie nicht voneinander abstammen, sondern von (mindestens) einem gemeinsamen Vorfahren: in ihrem Fall von einem oder beiden Elternteilen. Das gilt auch für ihre gesamte Nachkommenschaft: Nichten und Neffen, Großnichten und Großneffen und so weiter sind alle indirekt, über Seitenlinien miteinander verwandt. Gleiches gilt in aufsteigender Reihe für sämtliche Onkel und Tanten, Großonkel und -tanten und so weiter, zusammen mit all ihren Kindern und Kindeskindern: Cousinen und Cousins beliebigen Grades sind indirekt, kollateral verwandt.
Zwischen sämtlichen geradlinigen Verwandten besteht ein Verbot der Heirat oder Lebenspartnerschaft (sowie zwischen Voll-, Halb- und Adoptivgeschwistern), ebenso ist der Geschlechtsverkehr zwischen ihnen verboten (siehe Inzestverbote in Deutschland), wobei dies in Österreich nur für Blutsverwandte gilt.
Ein typisches Beispiel für gerade Linien sind in der Familiengeschichtsforschung (Genealogie) die „Stammlinien“. Sie enthalten nur Vor- und Nachfahren, die voneinander abstammen: die ältesten ehelichen Söhne als Erbnachfolger ihres Vaters (siehe auch Väterlinie von einem Stammvater, im Gegensatz zu einer Mütterlinie von einer Stammmutter). Bei Adelsfamilien wird ausdrücklich die Hauptlinie unterschieden von Nebenlinien, den vom „Mannesstamm“ abzweigenden Seitenlinien der Brüder von Vorvätern (siehe dazu auch das Wappenrecht).

## Grad der Verwandtschaft
Allgemein wird mit dem Grad der Verwandtschaft die Entfernung zwischen zwei Familienzweigen (Seitenlinien) ausgedrückt, in Generationen gezählt bis zum letzten gemeinsamen Vorfahren (blutsverwandt oder anerkannt, adoptiert). Die sich ergebenden Grade stimmen nur, sofern zwischen Vorfahren keine Nachkommenszeugung stattfand, woraus sich überlagernde Verwandtschaftsbeziehungen ergäben (wie auch ein Ahnenverlust): Beispielsweise entfallen bei einer Geschwisterehe innerhalb der Ahnenreihen 50 % der Vorfahren, weil diese gleichzeitig zwei Positionen in der Ahnenliste belegen (siehe auch Cousinenheirat, Verwandtenheirat, Stammbaum, Ahnentafel).
Beim Grad der Verwandtschaft (im Unterschied zum rechtlichen Verwandtschaftsgrad) bezieht sich beispielsweise der „2. Grad“ einer Cousine auf die zwei Generationen, vor denen sich die Seitenlinien aufspalteten: Diese Cousine 2. Grades ist nicht die Tochter von Onkel oder Tante (Geschwister der Eltern), sondern von Onkel oder Tante 2. Grades (Sohn oder Tochter eines Geschwisterteils eines Großelternteils), der gemeinsame Vorfahre war zwei Generationen vor den Eltern ein Urgroßelternteil; diese Cousine 2. Grades ist gleichzeitig die Enkelin eines Großonkels oder einer Großtante (Bruder oder Schwester des Großvaters oder der Großmutter). Die Bezeichnung „3. Grades“ geht noch weiter zurück zu Geschwistern der Urgroßeltern – weiter entfernte Grade der Verwandtschaft werden in der Ahnenforschung als „Ahnengemeinschaft“ zusammengefasst.
Jeder Grad erhöht die älteste in der Verwandtschaftsbeziehung enthaltene Generation um eine, dabei bleibt die Generationsebene der miteinander verglichenen Personen gleich: Vereinfachend gesagt, sind die verglichenen Personen gleich alt, aber die Anzahl der zurückreichenden Generationen nimmt jeweils zu, bis beide Linien auf einen gemeinsamen Vorfahren treffen (siehe Grafik oben). Von dieser Berechnungsgrundlage des Grades unterscheidet sich grundsätzlich der rechtliche Verwandtschaftsgrad, nach dem bereits Bruder und Schwester im zweiten Grad miteinander verwandt sind (zwei vermittelnde Geburten).

## Rechtlicher Verwandtschaftsgrad

Verwandtschaftsbezeichnungen und -grade für Männer nach bundesdeutschem bürgerlichem Recht und dem aktuellen katholischen Kirchenrecht (rechts unten), links unten jeweils nach dem alten Kirchenrecht (Grade in römischen Ziffern)

Der rechtliche Verwandtschaftsgrad ist die gesetzlich definierte „Nähe“ der Verwandtschaft einer Person zu einer anderen. Im deutschen Bürgerlichen Gesetzbuch (BGB) steht in § 1589 Verwandtschaft, dass der Grad der Verwandtschaft nach der Zahl der sie „vermittelnden Geburten“ bestimmt wird (siehe auch Verwandtschaftsrecht). Diese Grundlage dient auch zur Bestimmung des Grades der Schwägerschaft im Folgenden § 1590 BGB Schwägerschaft, der auf der Definition von Verwandtschaft in § 1589 aufbaut. Analoge Formulierungen finden sich auch in § 40 und § 41 des österreichischen Allgemeinen bürgerlichen Gesetzbuchs (ABGB) sowie in Art. 20 des schweizerischen Zivilgesetzbuchs.
Im Unterschied zu konkreten Verwandtschaftsbezeichnungen (wie Cousine oder Neffe) enthält die Kennzeichnung nach Graden eine direkte Angabe der Nähe der Verwandtschaft:
1. So sind die eigenen Kinder und die eigenen Eltern im ersten Grad verwandt (nur eine vermittelnde Geburt liegt dazwischen).
2. Eigene Geschwister, Großeltern und Enkelkinder sind alle Verwandte im zweiten Grad (zwei vermittelnde Geburten).
3. Onkel, Tanten, Neffen und Nichten sind im dritten Grad verwandt (drei vermittelnde Geburten).
4. Cousin und Cousine (1. Grades) sind im vierten Grad verwandt (vier vermittelnde Geburten).
5. (...) und so weiter, siehe Grafik oben.

Dabei wird nicht unterschieden zwischen mutter- oder vaterseitiger Verwandtschaft.
Der Grad der Verwandtschaft dient der abstrakten Bezeichnung von Verwandtschaftsbeziehungen zwischen Personen, beispielsweise in der Rechtsprechung beim Zeugnisverweigerungsrecht. Im Erbrecht dagegen wird die Verwandtschaftsbeziehung nach der gesetzlichen Erbfolge geordnet. Der rechtliche Verwandtschaftsgrad entspricht in etwa dem genetischen Verwandtschaftskoeffizienten und ist wichtig für die Erforschung von Erbkrankheiten.
Im alten katholischen Kirchenrecht wurde bis 1983 eine etwas andere Bestimmung des Grades von Verwandtschaften in der Seitenlinie vorgenommen: Es zählten die Generationen bis zum gemeinsamen Vorfahren, die größere der beiden Zahlen gab den Grad an (Cousins, Cousinen, Onkel, Tanten, Neffen und Nichten 1. Grades = im zweiten Grad).